# Grambois
 (juillet 2014).
Grambois est une commune française située dans le département du Vaucluse, en région Provence-Alpes-Côte d'Azur.
Située à l'est du Parc naturel régional du Luberon, accrochée à un coteau escarpé dominant la vallée de l'Èze, cette commune a su conserver son caractère en se préservant des constructions modernes[réf. nécessaire].
Ses ruelles en « calade » et sa fontaine centrale, typiquement provençale, ont séduit le cinéaste Yves Robert qui a tourné plusieurs scènes de son film La Gloire de mon père (1990), tiré du célèbre roman éponyme de Marcel Pagnol (la partie de boules et le retour de la chasse aux bartavelles) ainsi que la suite, Le Temps des secrets de Christophe Barratier. Le village est aussi cité dans les œuvres de Jean Giono.
Grambois est classé « village fleuri ».

## Géographie

### Localisation
Grambois est situé dans la partie sud-est du département du Vaucluse, sur le versant sud du « grand Luberon », au cœur de la vallée d'Aigues. On y accède principalement par la route départementale 956 qui relie Pertuis à Forcalquier. Partant de Pertuis, cette route traverse La Tour-d'Aigues, pour arriver, 5 km plus loin, au grand rond-point aménagé au pied de l'éperon rocheux sur lequel est bâti le village.
Sur votre droite, empruntant le pont du Moulin du Pas, traverser la rivière de l'Èze et gravir les quelques lacets qui mènent au village.
- Villes voisines :
  - Pertuis à 10 km ;
  - Manosque à 21 km ;
  - Aix-en-Provence à 35 km ;
  - Forcalquier à 35 km ;
  - Marseille à 65 km ;
  - Avignon à 90 km.
- Villages voisins :
  - Peypin-d'Aigues à 4 km ;
  - La Bastide-des-Jourdans à 5 km ;
  - Beaumont-de-Pertuis à 6 km ;
  - La Tour-d'Aigues à 6 km.

| Peypin-d'Aigues            | Vitrolles-en-Luberon (sur 100 m) | La Bastide-des-Jourdans |
| Saint-Martin-de-la-Brasque | Grambois                         | Beaumont-de-Pertuis     |
|                            | La Tour-d'Aigues                 | Mirabeau                |

### Relief

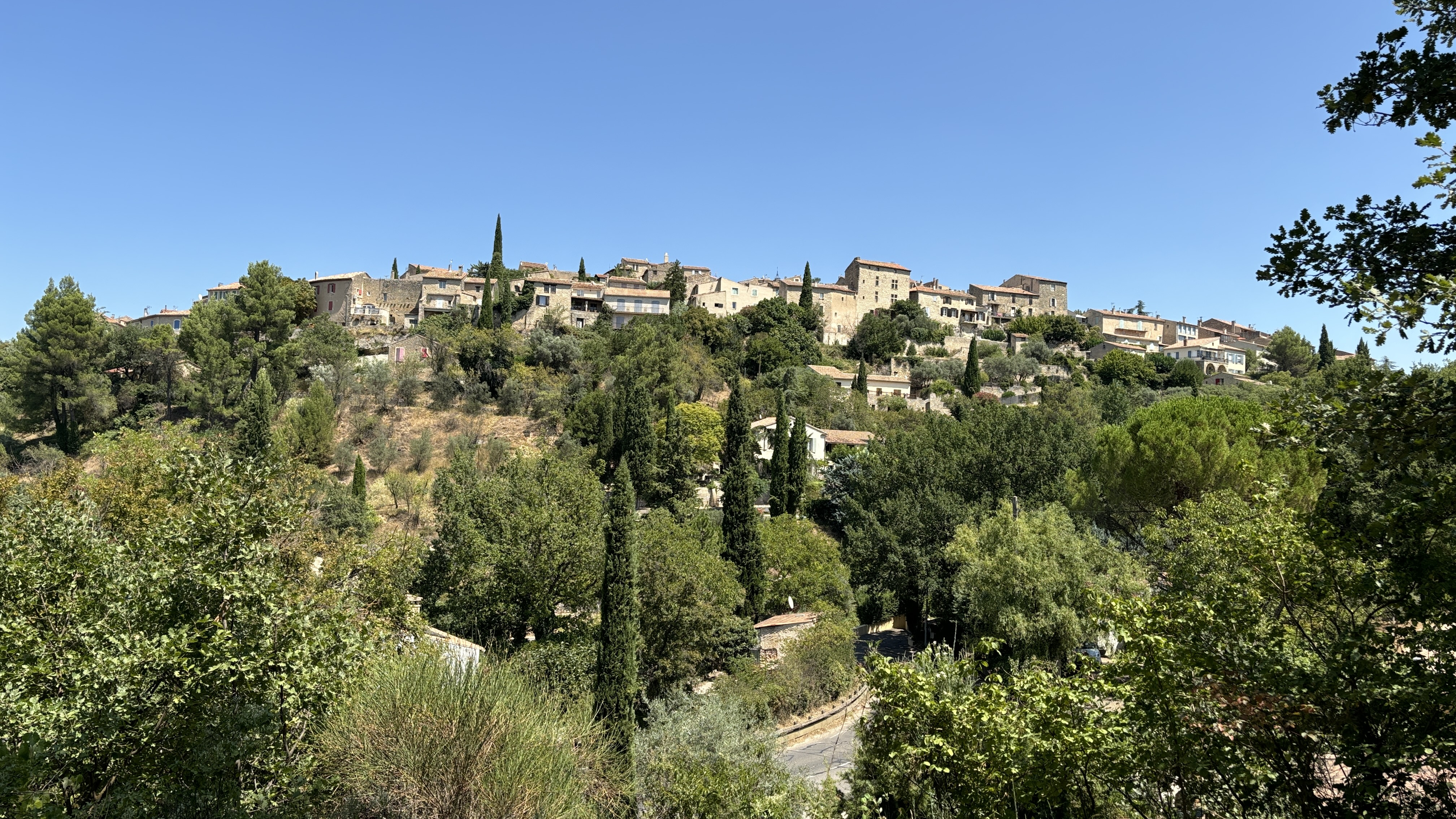
Vue du village.

Grambois fait partie de la plaine du pays d'Aigues qui s'étale du versant sud du grand Luberon jusqu'aux rives de la Durance. La commune accuse un dénivelé de 350 mètres si bien que de nombreuses rues du village ont une forte pente.
À l'exception du quart sud-est qui se rattache au massif de Beaumont-de-Pertuis où le centre du village (place de l'église) est construit à 368 mètres d'altitude, son territoire, dont la forme ressemble à  un cœur, appartient majoritairement à la plaine d'Aigues.

### Géologie
Avec une variation du relief, la géologie des sols de la commune se divise en plusieurs zones distinctes : la partie au nord du village est composée de marnes, calcaires et grès de l’Éocène ainsi que de dépôts fluviatiles (sols du Quaternaire) autour du lit de la rivière de l'Èze.
L’élévation sur laquelle est posée Grambois est faite de sols datant du Jurassique supérieur et composés de marnes, marno-calcaires, calcaires et calcaires argileux.
On trouve aussi sur le territoire de la commune de Grambois quelques zones composées de brèches et d’argiles sablonneuses ainsi que des zones composées de molasses calcaires, sables et marnes.

### Voies de communication et transports

#### Transports
- Aéroports : Marseille Provence et Avignon - Caumont.
- Gare TGV la plus proche : Aix-en-Provence TGV.

#### Services autocars

##### Lignes départementales
Le village est desservi par une ligne départementale :
| Ligne | Tracé                                |
| ----- | ------------------------------------ |
| 17.2  | Peypin-d'Aigues ↔ Grambois ↔ Pertuis |

### Sismicité
Les cantons de Bonnieux, Apt, Cadenet, Cavaillon, et Pertuis sont classés en zone Ib (risque faible). Tous les autres cantons du département de Vaucluse sont classés en zone Ia (risque très faible). Ce zonage correspond à une sismicité ne se traduisant qu'exceptionnellement par la destruction de bâtiments.

### Hydrographie
Le territoire de la commune est traversé par la rivière de l'Èze, petit affluent de la rive droite de la Durance long de 16 km qui, prenant sa source à La Bastide-des-Jourdans, traverse successivement Grambois et La Tour-d'Aigues avant de confluer à Pertuis.
La commune reçoit les Combes, l'Armande, le Saint-Pancrace, le Pegaresse, le Ponteux, le Thor et de nombreux autres petits cours d'eau y traversent.
Cette région souffre d'un déficit important d'eau du fait de la rareté des pluies, de l'intensité de l'évaporation et de l'augmentation des besoins de l'agriculture.
Du fait de sa position élevée, Grambois est très exposée au mistral qui souffle de secteur nord à nord-ouest pendant 200 jours par an, dont 110 avec violence (plus de 16 m/s).
L'ensoleillement est très important avec 2 800 à 2 900 heures en moyenne par an.
Grambois possède une station météo locale.

### Climat
Pour des articles plus généraux, voir Climat de Provence-Alpes-Côte d'Azur et Climat de Vaucluse.
En 2010, le climat de la commune est de type climat méditerranéen altéré, selon une étude du Centre national de la recherche scientifique s'appuyant sur une série de données couvrant la période 1971-2000. En 2020, Météo-France publie une typologie des climats de la France métropolitaine dans laquelle la commune est exposée à un climat méditerranéen et est dans la région climatique  Provence, Languedoc-Roussillon, caractérisée par une pluviométrie faible en été, un très bon ensoleillement (2 600 h/an), un été chaud (21,5 °C), un air très sec en été, sec en toutes saisons, des vents forts (fréquence de 40 à 50 % de vents > 5 m/s) et peu de brouillards. 
Pour la période 1971-2000, la température annuelle moyenne est de 12,7 °C, avec une amplitude thermique annuelle de 17 °C. Le cumul annuel moyen de précipitations est de 746 mm, avec 5,8 jours de précipitations en janvier et 2,8 jours en juillet. Pour la période 1991-2020, la température moyenne annuelle observée sur la station météorologique de Météo-France la plus proche, « La Bastide des Jourdans », sur la commune de La Bastide-des-Jourdans à 5 km à vol d'oiseau, est de 13,5 °C et le cumul annuel moyen de précipitations est de 698,1 mm. 
La température maximale relevée sur cette station est de 42,4 °C, atteinte le 28 juin 2019 ; la température minimale est de −12,3 °C, atteinte le 6 février 2012,,. 
Les paramètres climatiques de la commune ont été estimés pour le milieu du siècle (2041-2070) selon différents scénarios d'émission de gaz à effet de serre à partir des nouvelles projections climatiques de référence DRIAS-2020. Ils sont consultables sur un site dédié publié par Météo-France en novembre 2022.

### Zones protégées • Faune • Flore
Grambois bénéficie d'une partie de l'immense richesse floristique et faunistique du massif du Luberon dont le territoire est classé parmi les sites d'intérêt national et européen. On y trouve 1 500 espèces de végétaux (30 % de la flore française) et près de 2 300 pour les lépidoptères (40 % des espèces vivant en France), 135 pour les oiseaux (50 % de l'avifaune française).
Un chêne pubescent a été enregistré en tant qu'arbre potentiellement remarquable car il réunit toutes les conditions pour le devenir : sa silhouette s'étale dans une parcelle sans concurrence. Le propriétaire est conscient de sa valeur patrimoniale, situé entre deux routes, il est un point de repère reconnu localement.[réf. nécessaire]
Ce chêne, plusieurs fois centenaire semble-t-il, a été arraché par le mistral le 16 juillet 2016.
Grambois comporte une zone de nature et de silence d'une superficie de 912 hectares.

## Urbanisme

### Typologie
Au 1er janvier 2024, Grambois est catégorisée commune rurale à habitat dispersé, selon la nouvelle grille communale de densité à sept niveaux définie par l'Insee en 2022.
Elle est située hors unité urbaine et hors attraction des villes,.

### Occupation des sols
L'occupation des sols de la commune, telle qu'elle ressort de la base de données européenne d’occupation biophysique des sols Corine Land Cover (CLC), est marquée par l'importance des forêts et milieux semi-naturels (55,4 % en 2018), une proportion sensiblement équivalente à celle de 1990 (56 %). La répartition détaillée en 2018 est la suivante :
forêts (37,8 %), zones agricoles hétérogènes (27,9 %), milieux à végétation arbustive et/ou herbacée (17,7 %), cultures permanentes (15,6 %), zones urbanisées (1 %). L'évolution de l’occupation des sols de la commune et de ses infrastructures peut être observée sur les différentes représentations cartographiques du territoire : la carte de Cassini (XVIIIe siècle), la carte d'état-major (1820-1866) et les cartes ou photos aériennes de l'IGN pour la période actuelle (1950 à aujourd'hui).

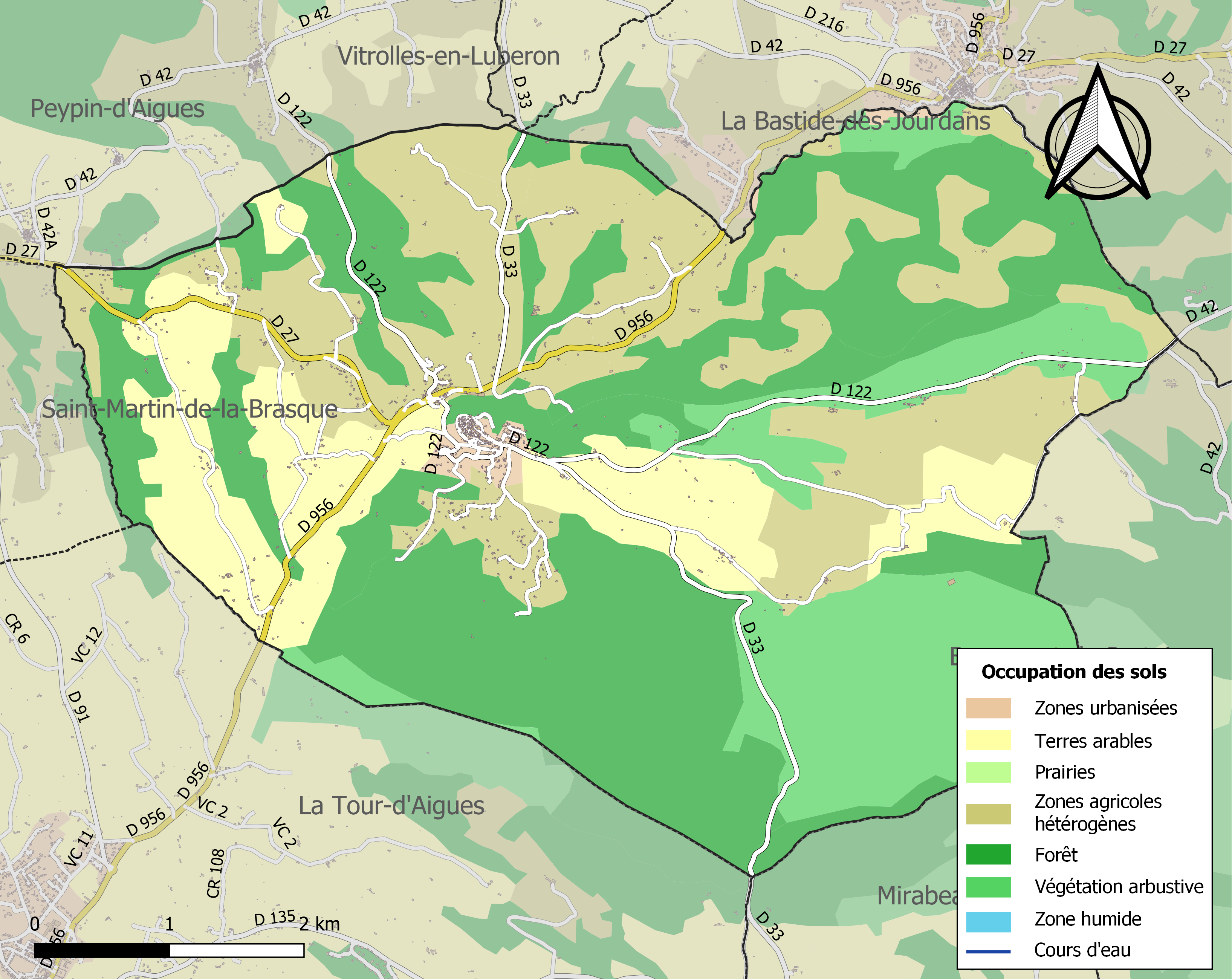
Carte des infrastructures et de l'occupation des sols de la commune en 2018 (CLC).

### Morphologie urbaine

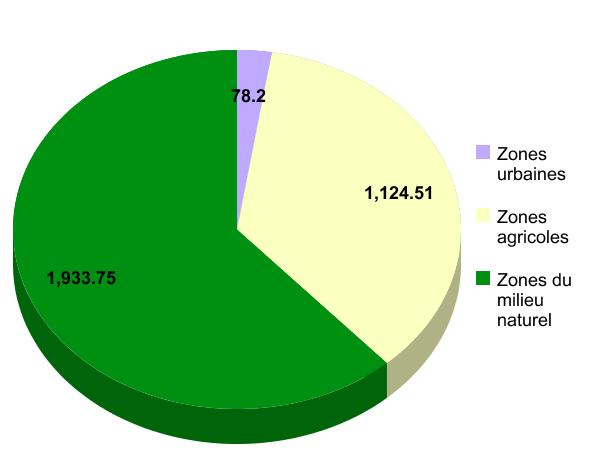
Répartition des sols de Grambois en 2007.

La répartition des sols de la commune est la suivante (donnée pour un total de) :
| Type d'occupation       | Pourcentage | Superficie (en hectares) |
| ----------------------- | ----------- | ------------------------ |
| Zones urbaines          | 2,49 %      | 78,20                    |
| Zones agricoles         | 35,83 %     | 1 124,51                 |
| Zones du milieu naturel | 61,62 %     | 1 933,75                 |
| Total                   | 100 %       | 3 138,05                 |

Grambois n'est pas pourvu à l'heure actuelle d'un document d'urbanisme et est soumis à la règle de constructibilité limitée. Les seules zones où l'on peut faire de nouvelles constructions sont les zones qui sont déjà urbanisées.
Cette situation finira lorsque la commune établira son PLU (plan local d'urbanisme).

## Toponymie
La première des mentions connues du toponyme est terra de Garambodane en 1027. Ch. Rostaing recense à la suite Warambodam (v. 1035), « in alia villa... Quarambodam » (v. 1050), in oppido Guarimbodio (1096), in terminio de Garambodeno (1102), A de Garambode (1126),.
Grambois viendrait de Garimbode, nom germanique d'un hypothétique propriétaire des lieux au Haut Moyen Âge.
Ernest Nègre abonde également dans ce sens dans sa Toponymie générale de la France en proposant la forme latine du même nom de personne germanique, Warimbodus. La lente évolution du nom a par la suite successivement donné lieu aux formes occitanes, attestées dès l'époque moderne, de Garenboze et Gramboues, aboutissant par francisation au Grambois que nous connaissons aujourd’hui.
L'attraction homonymique avec un « grand bois » se rencontre surtout dans des actes administratifs de la fin du XVIIIe et XIXe siècles, même si elle a peut-être joué dès la fin du XVIIe siècle lors de l'attribution d'armoiries parlantes à la communauté (voir plus bas).
Au XIXe siècle, l'historien local André-Marius Garcin a donné une étymologie arabe du nom du village, hypothèse aujourd’hui abandonnée.
Selon le linguiste Xavier Delamare, spécialiste des questions de linguistique indo-européenne et gauloise, « garambodio » (1165), « Garanbodio » (1253) sont mentionnées. Ce qui fait penser a une origine possible comme étant gauloise celtique : « Bodio » → jaune. « Garan(u) » → Grue. Ce toponyme pourrait donc être « grue jaune ». Voir Xavier Delamare (Dictionnaire de la langue gauloise) (Noms de lieux celtiques de l'Europe ancienne). Le thème de la grue se trouve aussi dans l'inscription sur le pilier des nautes Parisiaques, Taruos trigaranis → Le taureau aux trois grues.

## Histoire

### De la Préhistoire au haut Moyen Âge, témoignages archéologiques
La période préhistorique est encore mal connue, même si la campagne de prospections réalisée en 1993 par R. Chemin a permis de déceler sur le chemin de Baraban, à 500 m au sud-est du village, un site occupé « de la préhistoire à la protohistoire ».
De même, à 800 m au nord-est du château, sur une éminence rocheuse dominant la vallée de l'Eze, Ch. Cotte a recueilli « du matériel préhistorique » et a étudié, sur le même site, « un rempart de type classique à gros parements externes et petits blocages moyens ». Est-ce la trace potentielle d'un oppidum  ?
À la ruine dite des Templiers, à plus de 2 km au sud-est du village, R. Chemin repère également des traces d'un site protohistorique et gallo-romain .
Ce sont cependant les sites plus tardifs de l'époque gallo-romaine (plus de la moitié sur les 25 recensés par la Carte Archéologique de la Gaule) qui abondent sur le territoire communal dont certains à proximité immédiate du village ; trois sites de villae, aux quartiers du Moulin, de Saint-Léger et de la Sarrière sont attestés.
En 1991 enfin, au lieu-dit Saint-Christophe, Ph. Borgard et R. Chemin ont constaté non loin d'un affluent de l'Eze, la destruction de sépultures à inhumations de l'Antiquité tardive et du haut Moyen Âge.

### Du Moyen Âge à la fin de l'Ancien Régime
L'occupation de l'éperon rocheux sur lequel se perche actuellement le village est attestée à partir du XIe siècle. Un même acte de 1096 mentionne, en effet, à la fois l'oppidum (« in oppido Guarimbodio ») et l'église paroissiale.
La première mention du territoire date, elle, d'un acte de 1027 où il est fait mention d'une « terra de garambodane ».
Les deux sources de Fontvérane et de Font-Sausse de part et d'autre de l'éperon ont facilité cette implantation, tout autant que la forme de l'éperon, facile à barrer, la proximité du fertile terroir de Saint-Léger et des Meylez ainsi que la position de carrefour sur les axes de Pertuis à Forcalquier et de Lauris à Manosque.
Au XIIe siècle, l’abbaye Saint-André de Villeneuve-lès-Avignon y possède deux prieurés et une église rurale ; l’église rurale, Saint-Pancrace, ne lui appartient plus à partir du XIIIe siècle, mais les prieurés Saint-Christol et Sainte-Marie (qui fait également office d’église paroissiale) fournissent des revenus à l’abbaye jusqu’au XIVe siècle (pour la deuxième) et XVe siècle (pour la dernière).
Le 29 juin 1220, les accords de Meyrargues sont signés entre Guillaume de Sabran et Raimond-Bérenger V de Provence, au sujet du comté de Forcalquier qu'ils se disputaient. Le sud du comté de Forcalquier est attribué à Guillaume de Sabran, de la Durance à Forcalquier non-incluse ; le nord jusqu'au Buëch allant à Raimond Bérenger. Le bourg de Grambois constitua une des enclaves attribuées à Raymond Bérenger.
D'une activité florissante attestée par les censiers conservés du premier XIVe siècle, Grambois est frappée de plein fouet par la crise générale du XIVe siècle et XVe siècle, sans cependant qu'à l'inverse d'autres communautés, le village n'ait été déserté.
Ses solides remparts, repoussés en 1377 pour englober le faubourg et l'église paroissiale, y ont contribué. Un « trabuc » (« bombarde ») en 1391, puis le statut de « forteresse de Provence » en 1394 lui sont même accordés par les États de Provence : ces derniers furent soucieux de se prémunir des déprédations du vicomte de Turenne, qui, en 1391, était même venu assiéger, en vain, le village défendu par le capitaine Aycard de Bourgogne.
Les chiffres les plus alarmants de la période, qui donnent une idée de la dureté des temps, sont ceux délivrés en 1471 par les commissaires affouageurs : ils ne purent dénombrer que 40 foyers.
La vitalité retrouvée de la fin du XVIe siècle, malgré la mise à sac qui a suivi le siège victorieux de Charles-Emmanuel Ier duc de Savoie en 1590, est marquée entre autres par l'agrandissement de l'église (1560).
La grande majorité des Gramboisiens n'évite cependant pas un appauvrissement continu, du XVIIe au début du XVIIIe siècle, constaté dans les cadastres de la communauté.

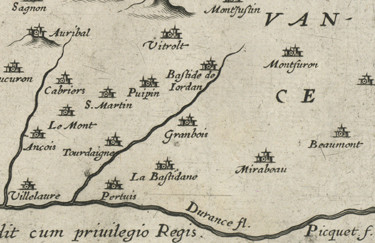
Carte de Grambois (1620).

La seigneurie quant à elle, confisquée à Raimond d'Albert en 1399 pour avoir pactisé avec le terrible Turenne, fut cédée en 1420 par Yolande, reine de Provence, à Guillaume de Forcalquier.
À la suite des Forcalquier (1420-1465), plusieurs dynasties se succèderont ainsi jusqu'à la Révolution : les La Croix (1465-1584), les Gautier à partir de 1584, puis, à partir de 1669 et jusqu'en 1790, les Raffélis de Roquesante.
De cette dernière famille émerge la figure de Pierre de Roquesante (1619-1707), l'un des juges de Fouquet.
La fin de l'Ancien Régime est marquée par une suite de procédures judiciaires entre la communauté et son seigneur et une reprise tardive de croissance de la population à partir des années 1760.
En 1789, la communauté de Grambois compte environ 900 âmes.

### Les Hospitaliers
Datant des XIIIe, XIVe et XVe siècles, la commanderie porte la croix des Hospitaliers de l'ordre de Saint-Jean de Jérusalem ; rue Jaousé-de-Fouentviérano, on peut voir la croix de Malte encerclée et gravée sur la façade.

### De la Révolution à nos jours

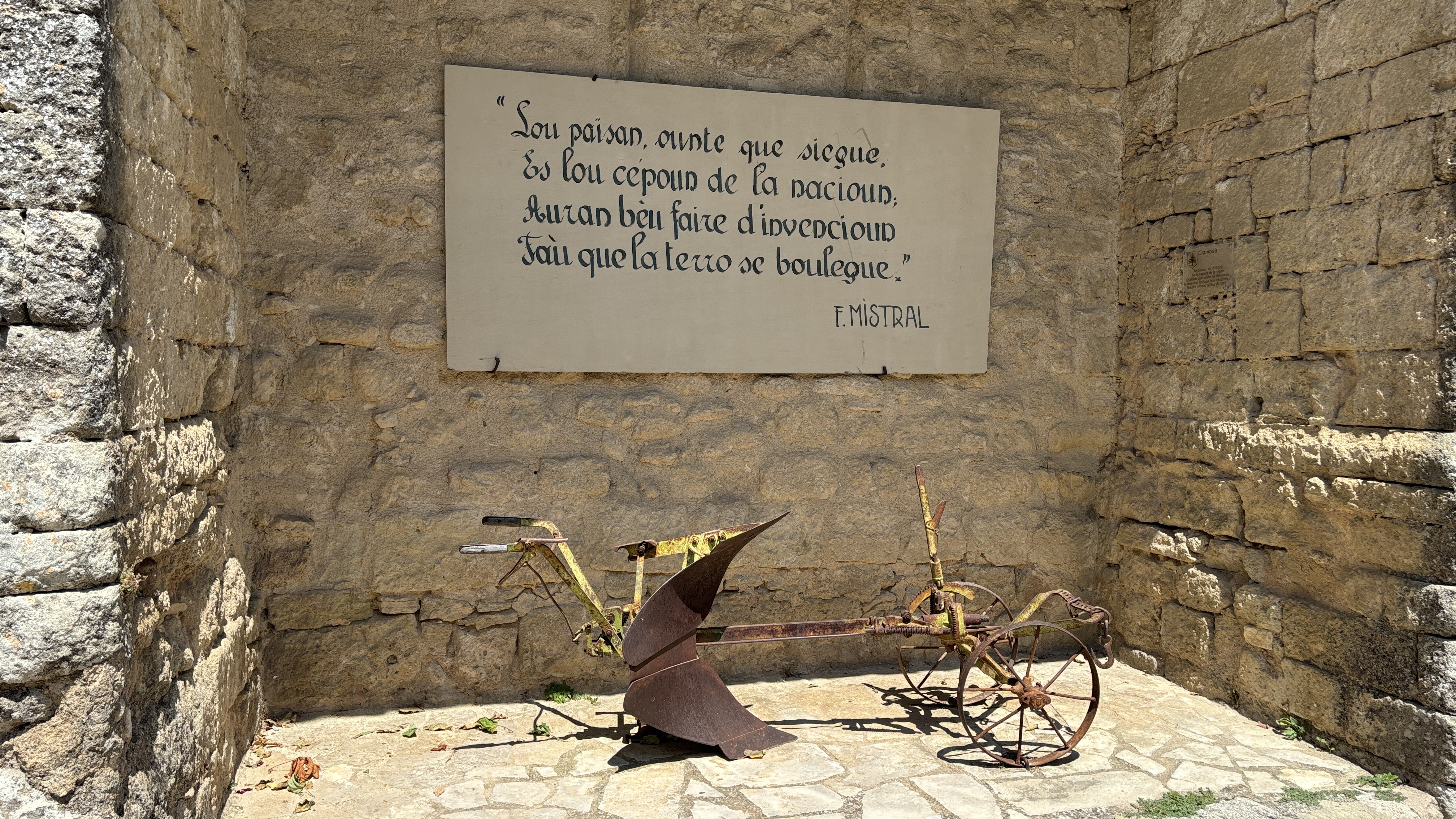
Plaque commémorant une citation de Frédéric Mistral : Le paysan, en tous pays, est le support de la nation. On aura beau faire des inventions, il faut que se remue la terre.

La Révolution se passe sans trop de heurts : Dominique Roman, qui a prospéré dans le commerce des laines, s'impose sur la scène locale (maire de 1790 à 1793) et départementale (procureur-syndic du district d'Apt), tandis que le ci-devant seigneur Pierre-Joseph-Louis de Raffélis marie ses filles à des membres de l'élite jacobine de Pertuis.
La première moitié du XIXe siècle s'écoule sur un village qui semble immobile, impression à laquelle contribue, malgré de rares révocations, la stabilité de l'administration municipale (Joseph-Dominique Bonin commence son premier mandat en 1830) et le personnel ecclésiastique.
La période suivante conjugue un curieux moment où Grambois entame tardivement une patiente mue d'amélioration puis d'embellissement, tandis que sa population le quitte inexorablement.
Ainsi les inaugurations du pont du Moulin du Pas (1850), de la fontaine de la Place (1879), de son réservoir sur la place de l'Église (1903), de la coopérative viticole enfin (1924) scandent-elles une baisse démographique continue.
Ils ne sont plus que 401 Gramboisiens en 1926.
Il est vrai que l'impossibilité d'irriguer le terroir, l'absence d'industrie et une position devenue depuis longtemps secondaire par rapport aux nouveaux axes de communication n'offraient que peu d'alternatives au départ.
La commune dans le même temps perd des prérogatives administratives (résidence de l'agent-voyer, puis du percepteur) mais réussit à maintenir le chef-lieu de perception dans le vieux village.
Au départ de la population répond la ruine de maisons abandonnées dans l'intra-muros, dont la destruction par mesure de salubrité publique, enfante bon nombre de places actuelles (place des Écoles, du 4-Mars-1962, de Jaousè de Fouentvierano), et rend possibles le percement du rempart pour accéder à la rue Basse (1906) ainsi que le dégagement d'une rue jusqu'au Portail Neuf (1950).
L'administration villageoise, résolument républicaine depuis les élections législatives de 1874, restera telle malgré des nuances progressistes ou conservatrices plus ou moins affichées.
Si les grands débats nationaux enflamment comme ailleurs les passions, les listes municipales en restent au stade de la défense des intérêts locaux.
La deuxième moitié du XXe siècle est riche en évolutions majeures, voulues ou vécues, telles que l'abandon quasi complet de l'élevage (deux bergeries aujourd’hui), l'extinction du parler provençal, la création du groupe scolaire (1954), l'assainissement et l'embellissement continu du vieux village, le développement précoce d'une politique touristique (création du syndicat d'initiative : 1948), l'apparition d'une zone commerciale au hameau du Moulin du Pas sur la RD 956, et surtout une croissance de la population qui change la donne sociologique traditionnelle (installation de retraités et d'actifs urbains) et entraîne une dispersion de l'habitat (apparitions de lotissements, de pavillons individuels et de résidences secondaires, aujourd’hui majoritaires).
Le personnel municipal est resté stable (Grambois n'a connu que trois maires depuis 1947) ; comme pour mieux affronter l'ampleur des bouleversements.
La commune compte aujourd’hui plus de 1 300 âmes.

## Politique et administration
Au référendum européen sur le traité de Maastricht (scrutin du 20 septembre 1992), sur 717 inscrits, 556 ont voté, ce qui représente une participation de 77,55 % du total, soit une abstention de 22,45 %. Il y a eu une courte victoire du oui avec 276 voix (50,74 %) contre 268 voix (49,26 %) prononcées non et 12 (2,16 %) de votes blancs ou nuls.

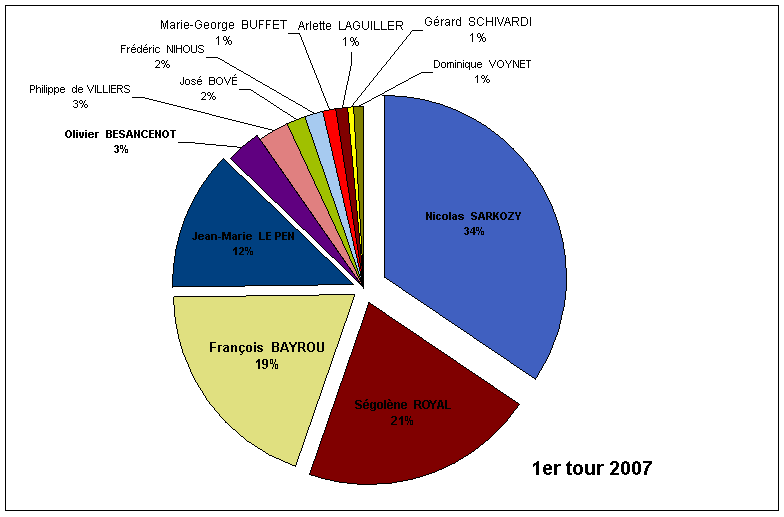
Répartition des votes à Grambois au 1er tour des présidentielles du 22 avril 2007.

Au référendum sur la constitution européenne (scrutin du 29 mai 2005), sur 897 inscrits, 667 ont voté, ce qui représente une participation de 74,36 % du total, soit une abstention de 25,64 %. Il y a eu une victoire du non avec 360 voix (54,71 %), 298 voix (45,29 %) s'étant prononcées pour et 9 (1,35 %) étant des votes blancs ou nuls.
À l’élection présidentielle de 2007, le premier tour a vu se démarquer en tête Nicolas Sarkozy (UMP) avec 34,32 %, suivi par Ségolène Royal (PS) avec 21,03 % et François Bayrou (UDF) avec 19,43 %, Jean-Marie Le Pen (FN) avec 12,30 %. Aucun autre candidat ne dépasse les 5 %. 116 abstentions sur 939 inscrits (12,35 %).
Le second tour a vu arriver largement en tête Nicolas Sarkozy avec 59,24 % (résultat national : 53,06 %) contre 40,76 % pour Ségolène Royal (résultat national : 46,94 %).
Aux élections législatives de juin 2007, les électeurs de la commune, qui fait partie de la deuxième circonscription de Vaucluse, ont contribué à faire élire Jean-Claude Bouchet (UMP) avec 56,67 % des voix contre 55,6 % à l'échelle de la circonscription.

### Intercommunalité
Appartenant avec les douze autres communes du canton de Pertuis à la communauté territoriale du Sud Luberon il adhère également à divers syndicats intercommunaux :
- Sivom Durance Luberon[35] (eau, assainissement, etc.) ;
- Syndicat d’Électrification ;
- Syndicat de l’Éze ;
- Syndicat Intercommunal de musique.

### Liste des maires

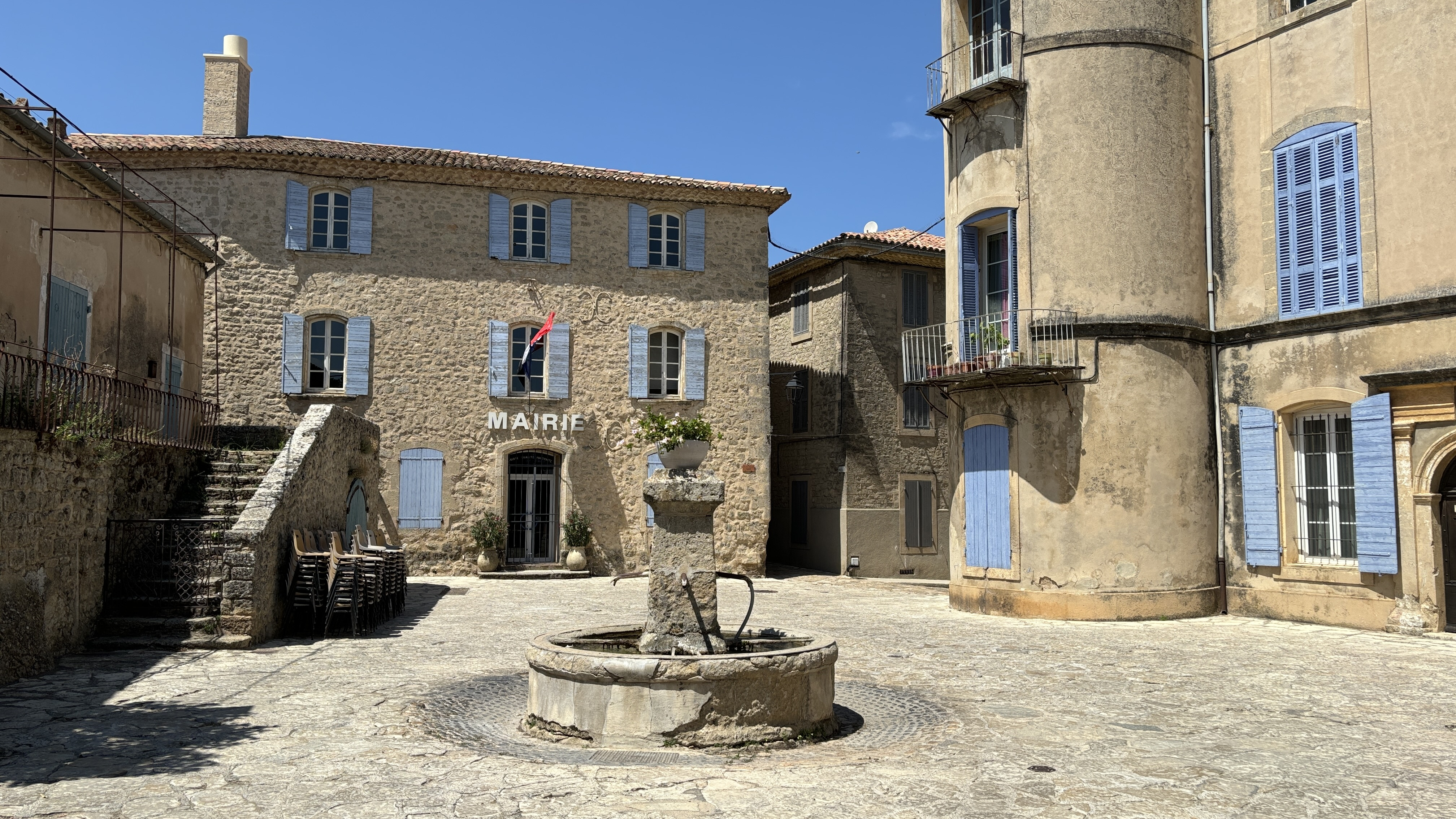
La place de la mairie.

De 1789 à 1799, les agents municipaux (maires) sont élus au suffrage direct pour deux ans et rééligibles, par les citoyens actifs de la commune, contribuables payant une contribution au moins égale à trois journées de travail dans la commune. Sont éligibles ceux qui paient un impôt au moins équivalent à dix journées de travail.
De 1799 à 1848, la constitution du 22 frimaire an VIII (13 décembre 1799) revient sur l’élection du maire, les maires sont nommés par le préfet pour les communes de moins de 5 000 habitants. La Restauration instaure la nomination des maires et des conseillers municipaux. Après 1831, les maires sont nommés (par le roi pour les communes de plus de 3 000 habitants, par le préfet pour les plus petites), mais les conseillers municipaux sont élus pour six ans.
Du 3 juillet 1848 à 1851, les maires sont élus par le conseil municipal pour les communes de moins de 6 000 habitants.
De 1851 à 1871, les maires sont nommés par le préfet, pour les communes de moins de 3 000 habitants et pour 5 ans à partir de 1855.
Depuis 1871 Les maires sont élus par le conseil municipal à la suite de son élection au suffrage universel.
| Période        | Identité                     | Qualité      |
| -------------- | ---------------------------- | ------------ |
| 2008- en cours | Alain Feretti                | propriétaire |
| 1971-2008      | Gilbert Bayeux               | propriétaire |
| 1947-1971      | Paul Pourchier               | propriétaire |
| 1944-1947      | Raymond Boyer                | boucher      |
| 1932-1944      | Raymond Amaudric du Chaffaut | propriétaire |
| 1919-1932      | Constant Bérard              | cultivateur  |
| 1912-1919      | Jean-Baptiste Bossy          | cultivateur  |
| 1908-1912      | Antoine Cabassu              | boulanger    |
| 1892-1908      | Henri Bérard                 | propriétaire |
| 1888-1892      | Adrien Rey                   | médecin      |
| 1881-1888      | Marius Pourcin               | propriétaire |
| 1877-1881      | Joseph Eyguisier             | propriétaire |
| 1877-1877      | Alfred Arlaud                | propriétaire |
| 1876-1877      | Joseph Eyguisier             | propriétaire |
| 1875-1876      | Alfred Arlaud                | propriétaire |
| 1871-1875      | Joseph André Franc           | propriétaire |

| Période   | Identité               | Qualité          |
| --------- | ---------------------- | ---------------- |
| 1870-1871 | Adrien Rey             | médecin          |
| 1866-1870 | Philogène Rey          | menuisier        |
| 1848-1866 | Joseph-Dominique Bonin | propriétaire     |
| 1848-1848 | Louis Rochel           | instituteur      |
| 1830-1848 | Joseph-Dominique Bonin | propriétaire     |
| 1826-1830 | Jean-Baptiste Ricard   | propriétaire     |
| 1821-1826 | Lange Bertet           | propriétaire     |
| 1813-1821 | Étienne Deyglun        | propriétaire     |
| 1808-1813 | Nicolas Escoffier      | propriétaire     |
| 1802-1808 | Jean-Baptiste Rey      | propriétaire     |
| 1800-1802 | Antoine Fouret         | maréchal-ferrant |
| 1795-1800 | Pierre Charpin         | propriétaire     |
| 1794-1795 | Jean-Joseph Fouret     | menuisier        |
| 1793-1794 | Antoine Fouret         | maréchal-ferrant |
| 1790-1793 | Dominique Roman père   | propriétaire     |

### Budget et fiscalité

#### Budget

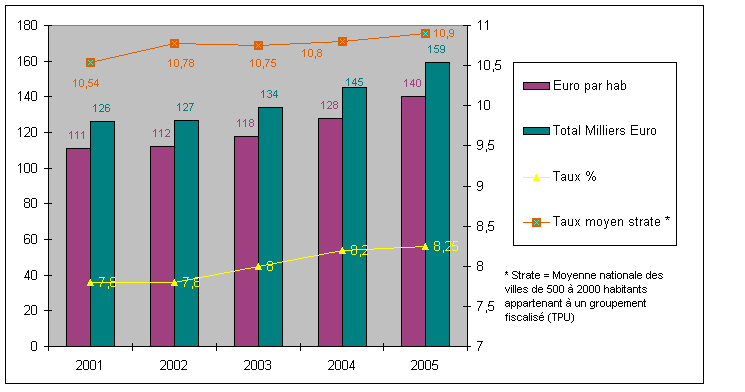
Évolution de la taxe d'habitation à Grambois depuis 2001.

|                                                                       | 2007    | 2007      | 2006    | 2006      | 2005    | 2005      | 2004    | 2004      | 2003     | 2003      | 2002    | 2002      | 2001     | 2001      |
|                                                                       | €       | € par hab | €       | € par hab | €       | € par hab | €       | € par hab | €        | € par hab | €       | € par hab | €        | € par hab |
| Total des produits de fonctionnement = A                              | 652 000 | 575       | 641 000 | 564       | 598 000 | 527       | 574 000 | 506       | 584 000  | 514       | 498 000 | 438       | 894 000  | 788       |
| Total des charges de fonctionnement = B                               | 611 000 | 538       | 626 000 | 552       | 561 000 | 494       | 533 000 | 469       | 476 000  | 420       | 468 000 | 413       | 859 000  | 757       |
| Résultat comptable : A - B = R                                        | 41 000  | 36        | 14 000  | 13        | 37 000  | 33        | 41 000  | 36        | 108 000  | 95        | 29 000  | 26        | 35 000   | 31        |
| Total des ressources d'investissement = C                             | 131 000 | 116       | 170 000 | 150       | 175 000 | 154       | 172 000 | 152       | 441 000  | 388       | 212 000 | 187       | 560 000  | 493       |
| Total des emplois d'investissement = D                                | 107 000 | 94        | 165 000 | 145       | 167 000 | 147       | 259 000 | 229       | 302 000  | 266       | 411 000 | 363       | 356 000  | 313       |
| Besoins ou capacité de financement de la section d'investissement = E | -32 000 | -28       | -6 000  | -5        | -8 000  | -7        | 87 000  | 77        | -142 000 | -125      | 196 000 | 172       | -205 000 | -180      |
| Capacité d'autofinancement = CAF                                      | 41 000  | 36        | 14 000  | 13        | 37 000  | 33        | 41 000  | 36        | 108 000  | 95        | 29 000  | 26        | 35 000   | 31        |
| Fonds de roulement                                                    | 231 000 | 203       | 178 000 | 157       | 214 000 | 188       | 215 000 | 189       | 261 000  | 230       | 112 000 | 98        | 311 000  | 274       |

#### Fiscalité
| Taxe                                                | Part communale | Part intercommunale | Part départementale | Part régionale |
| --------------------------------------------------- | -------------- | ------------------- | ------------------- | -------------- |
| Taxe d'habitation (TH)                              | 10,80 %        | 0,19 %              | 7,55 %              | 0,00 %         |
| Taxe foncière sur les propriétés bâties (TFPB)      | 12,10 %        | 0,25 %              | 10,20 %             | 2,36 %         |
| Taxe foncière sur les propriétés non bâties (TFPNB) | 29,50 %        | 0,65 %              | 28,96 %             | 8,85 %         |
| Taxe professionnelle (TP)                           | 00,00 %        | 20,36 %             | 13,00 %             | 3,84 %         |

La part régionale de la taxe d'habitation n'est pas applicable.
La taxe professionnelle est remplacée en 2010 par la cotisation foncière des entreprises (CFE) portant sur la valeur locative des biens immobiliers et par la cotisation sur la valeur ajoutée des entreprises (CVAE) (les deux formant la contribution économique territoriale (CET) qui est un impôt local instauré par la loi de finances pour 2010).

### Politique environnementale
La commune de Grambois appartient au parc naturel régional du Luberon.
Elle comporte une zone classée par le parc comme secteur de valeur biologique majeure, les « hauts Plateaux de la Ringuière - Sylvabelle Sainte Marguerite » qui couvre une surface totale de 1 396 hectares.
Elle comporte aussi une « zone de nature et de silence » d'une superficie de 912 hectares.
Collecte et traitement des déchets des ménages et déchets assimilés et protection et mise en valeur de l'environnement dans le cadre de la communauté territoriale du Sud Luberon.
La commune fait partie du syndicat intercommunal à vocation multiple (SIVOM) Durance-Luberon qui est un établissement public de coopération intercommunale (EPCI) qui regroupe 21 communes des 23 communes (Lourmarin et Vaugines n'en font pas partie) des deux cantons de Pertuis et de Cadenet a pour compétence la distribution de l'eau et l'assainissement. Il a été créé en 1989 par transformation du syndicat intercommunal créé en 1946, mais qui n'avait comme compétence que la distribution de l'eau. Il comprend 42 membres (deux par commune). Son président est Maurice Lovisolo (vie-président du conseil départemental de Vaucluse). Le prix de l'assainissement est variable dans chaque commune (à cause de la surtaxe communale) alors que celui de l'eau est identique.

### Équipements et services
Le village est équipé d'une salle polyvalente, une école avec restaurant scolaire, une bibliothèque, un syndicat d'initiative et quelques petits commerces (alimentation générale, boulangerie, etc.).
Il possède aussi son propre bureau de Poste, mais dépend de la gendarmerie de Beaumont-de-Pertuis et du centre de secours des pompiers de Pertuis.

### Jumelages
Grambois est jumelée avec : 

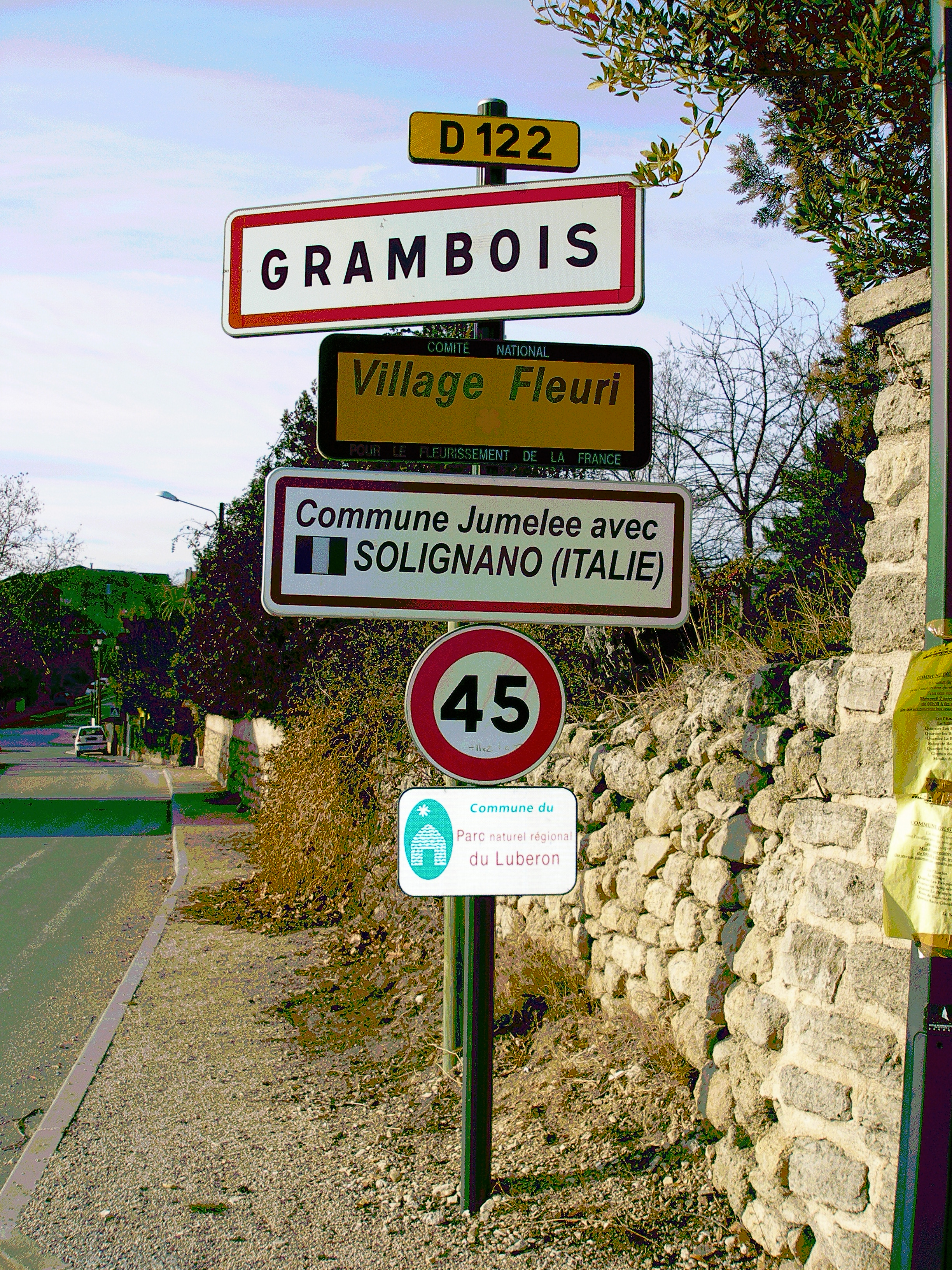
Panneau de signalisation.

- Solignano (Italie) commune de 1 892 hab. (2006) de la province de Parme dans l'Émilie-Romagne.

## Population et société

### Démographie
Le village se développe fortement aux XIe siècle et XIIe siècles ; le bourg castral contrôlait un vaste territoire et un « nœud routier ».
202 Feux de queste sont recensés en 1315.
Côté du bourg fortifié probablement au début du XIIIe siècle, développement d'un faubourg, entouré avec l'église par la 2e enceinte construite vers 1377.
Entre 1348 et 1470, diminution de plus de 75 % de la population ; il ne subsistait que 40 foyers en 1471.
Au XVIe siècle, forte hausse démographique et construction d'un petit faubourg linéaire à l'est.
Essor arrêté au XVIIe siècle par le ralentissement du trafic routier et l'appauvrissement général des habitants : 219 maisons en 1561, 116 en 1698, 80 en 1728.
Légère reprise après 1730 : 177 maisons et 779 habitants en 1765, 900 habitants en 1800.
Stagnation dans la 1re moitié du XIXe siècle, puis exode rural important après 1860 : 452 habitants en 1962.
Léger renouveau depuis 1962 avec le développement de l'habitat saisonnier.
Le recensement de 1871 a été, pour cause de guerre, repoussé à l'année 1872.
Le recensement de 1941, réalisé selon des instructions différentes, ne peut être qualifié de recensement général, et n'a donné lieu à aucune publication officielle.
L'évolution du nombre d'habitants depuis 1793 est connue à travers les recensements de la population effectués Grambois depuis cette date :
L'évolution du nombre d'habitants est connue à travers les recensements de la population effectués dans la commune depuis 1793. Pour les communes de moins de 10 000 habitants, une enquête de recensement portant sur toute la population est réalisée tous les cinq ans, les populations de référence des années intermédiaires étant quant à elles estimées par interpolation ou extrapolation. Pour la commune, le premier recensement exhaustif entrant dans le cadre du nouveau dispositif a été réalisé en 2004.
| 1793 | 1800 | 1806 | 1821 | 1831 | 1836 | 1841 | 1846 | 1851 |
| ---- | ---- | ---- | ---- | ---- | ---- | ---- | ---- | ---- |
| 818  | 900  | 887  | 877  | 864  | 844  | 860  | 847  | 915  |

| 1856 | 1861 | 1866 | 1872 | 1876 | 1881 | 1886 | 1891 | 1896 |
| ---- | ---- | ---- | ---- | ---- | ---- | ---- | ---- | ---- |
| 894  | 824  | 799  | 690  | 689  | 661  | 650  | 575  | 529  |

| 1901 | 1906 | 1911 | 1921 | 1926 | 1931 | 1936 | 1946 | 1954 |
| ---- | ---- | ---- | ---- | ---- | ---- | ---- | ---- | ---- |
| 532  | 510  | 462  | 455  | 401  | 417  | 419  | 448  | 413  |

| 1962 | 1968 | 1975 | 1982 | 1990 | 1999  | 2004  | 2006  | 2009  |
| ---- | ---- | ---- | ---- | ---- | ----- | ----- | ----- | ----- |
| 452  | 465  | 548  | 709  | 903  | 1 113 | 1 154 | 1 155 | 1 130 |

| 2014  | 2019  | 2022  | - | - | - | - | - | - |
| ----- | ----- | ----- | - | - | - | - | - | - |
| 1 244 | 1 226 | 1 204 | - | - | - | - | - | - |

#### Pyramide des âges
Cette pyramide des âges regroupe les générations (âge quinquennal) et montre la différence démographique de la population entre l'année 1990 et 1999.
La part des enfants de 0 à 14 ans a augmenté de 2 % et est passée de 14 % à 16 % entre 1990 et 1999.
La part des jeunes adultes de 15 à 29 ans est restée la même, soit 15,5 % (contre 25 % au niveau national).
Le pourcentage des adultes de plus de 60 ans a légèrement baissé entre 1990 et 1999 : celui-ci est passé de 30,3 % à 27,7 % pour les hommes et de 30,6 % à 29,9 % pour les femmes.
Malgré cette baisse, les retraités restent toutefois surreprésentés par rapport à l'echelle nationale (18,2 %).
Le pourcentage des plus de 75 ans est de 3 % plus élevé que la moyenne nationale.

#### Données démographiques

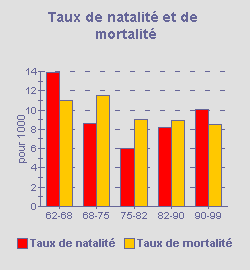

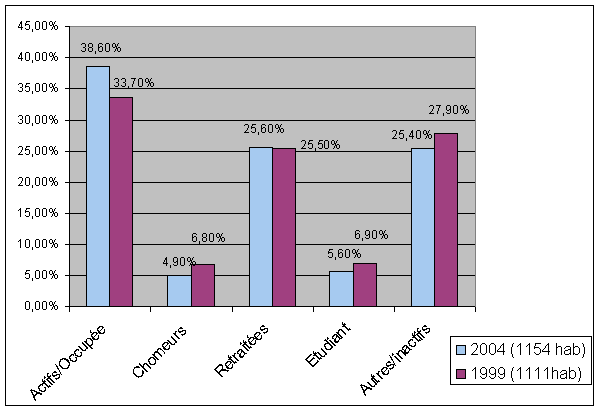

Le graphique ci-contre montre que le taux de mortalité était supérieur au taux de natalité entre 1968 et 1990.
Dans le même temps le village voyait sa population augmenter uniquement grâce au solde migratoire.
Depuis 1990, le taux de natalité est supérieur au taux de mortalité et la croissance de la population devient naturelle.
Les citoyens de Grambois ayant une activité professionnelle représentent 38,6 % de la population en 2004.
Le taux de chômage a baissé de deux points en 2004 par rapport à 1999. On constate une baisse du nombre d'étudiants et une légère augmentation du nombre de retraités.

### Enseignement
Grambois a une école primaire publique, ensuite les élèves sont affectés au collège Albert-Camus à La Tour-d'Aigues,, puis le lycée Val-de-Durance à Pertuis (enseignement général) ou lycée Alexandre-Dumas à Cavaillon soit lycée Alphonse-Benoit à L'Isle-sur-la-Sorgue (enseignements techniques).

### Manifestations culturelles et festivités

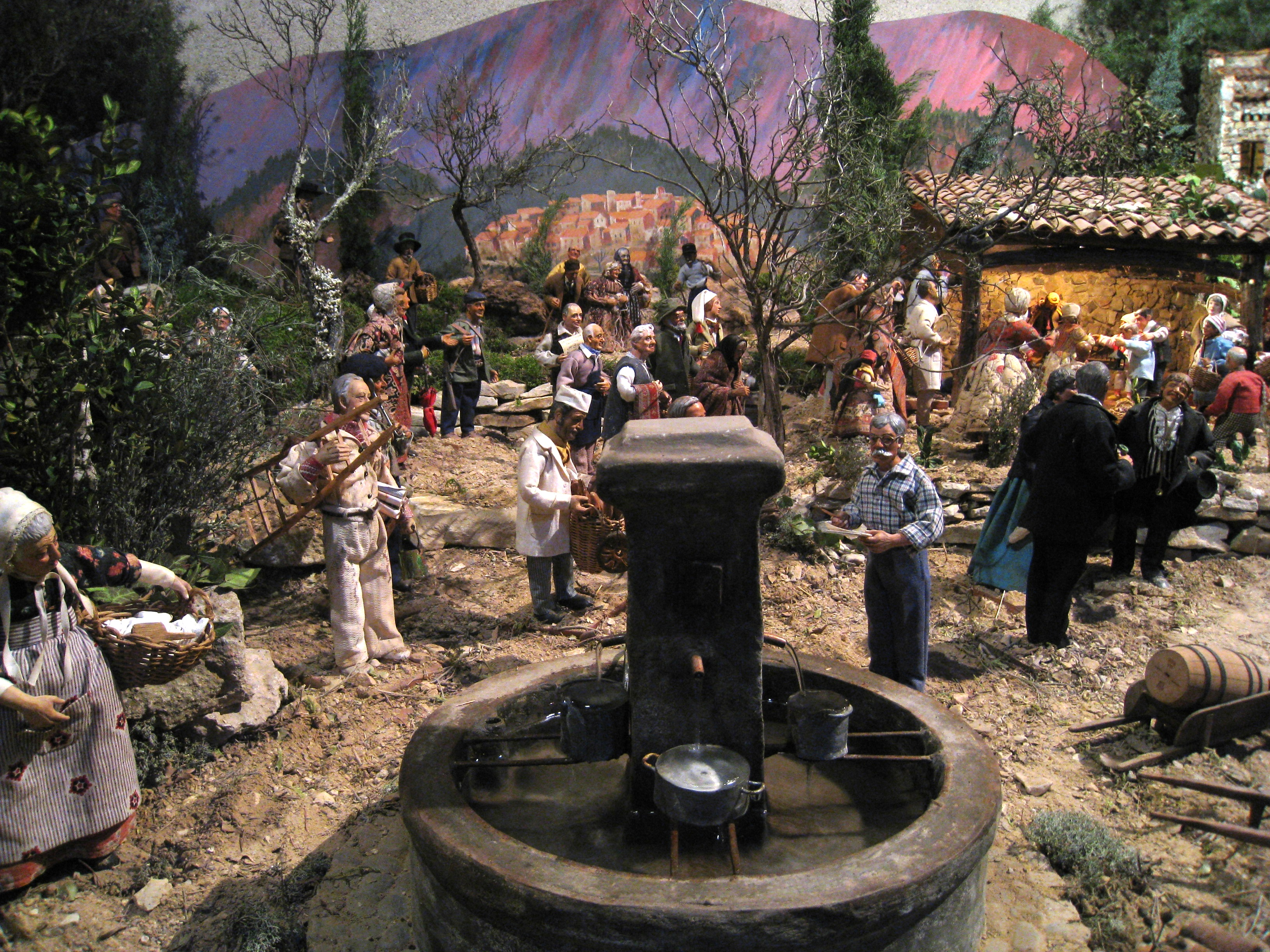
Détail de la crèche (2008).

Grambois est « village fleuri » depuis 1960.
Tous les ans, à la période de Noël, Grambois expose la crèche de Pierre Graille, maître santonier et meilleur ouvrier de France. Autour des personnages traditionnels, cette crèche regroupe les représentations des habitants du village, sous la forme de santons finement sculptés et habillés en costume d'époque.
Tous les ans, quelques jours avant Noël, a lieu la Fête des Lumières : rassemblement sur la place de l'église, visite des illuminations et de la crèche en cortège (chants traditionnels).

### Santé
Grambois est équipé d'une pharmacie et compte des médecins, des infirmiers et kinésithérapeutes.

### Sports
Les habitants de la commune peuvent pratiquer plusieurs types de sport dont la marche (proximité du Luberon, chemins de randonnées), la pétanque et le football.
Le club de football du village se nomme Union Sportive Provençale Grambois abrégé USPG.

### Cultes
Culte catholique (église) : le saint patron de Grambois est saint Pancrace dont la fête votive est le week-end du 12 mai ou suivant.

## Économie

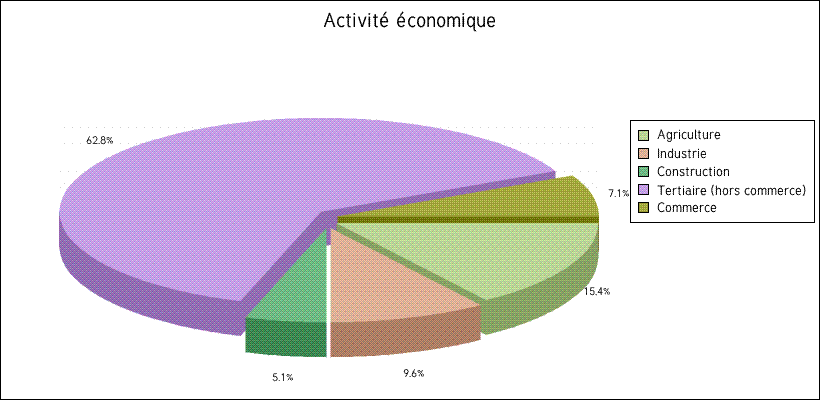
Répartition des 5 secteurs d'activités à Grambois en 1999.

Au XIXe siècle, quelques filatures sont implantées sur la commune, mais rapidement Grambois se reconvertit dans l'agriculture avec des cultures maraichères et fruitières et surtout de vignes.
La viticulture s'intensifie au cours du XXe siècle avec l'ouverture de la coopérative vinicole.
Selon l'INSEE (chiffres de 1999) :
- l'agriculture (viticulture) représente 15 % de l'activité de la commune (22 agriculteurs, 2 ouvriers agricoles) ;
- les actifs du secteur tertiaire avec 62,8 % sont majoritaires, avec 27 commerçants, 18 professions intermédiaires (enseignement, santé, fonction publique), 18 travailleurs dans le service direct aux particuliers, 12 ouvriers qualifiés et 6 employés municipaux ;
- les emplois liés tourisme et à l'artisanat (dont artisanat d'art) sont aussi représentés à Grambois.

### Agriculture
Les zones agricoles représentent 1 124,51 hectares soit 35,8 % de la surface totale de la commune.
38 % (434 hectares) de cette surface est occupée par la viticulture et 50 % (560 hectares) par des terres labourables.

#### Viticulture

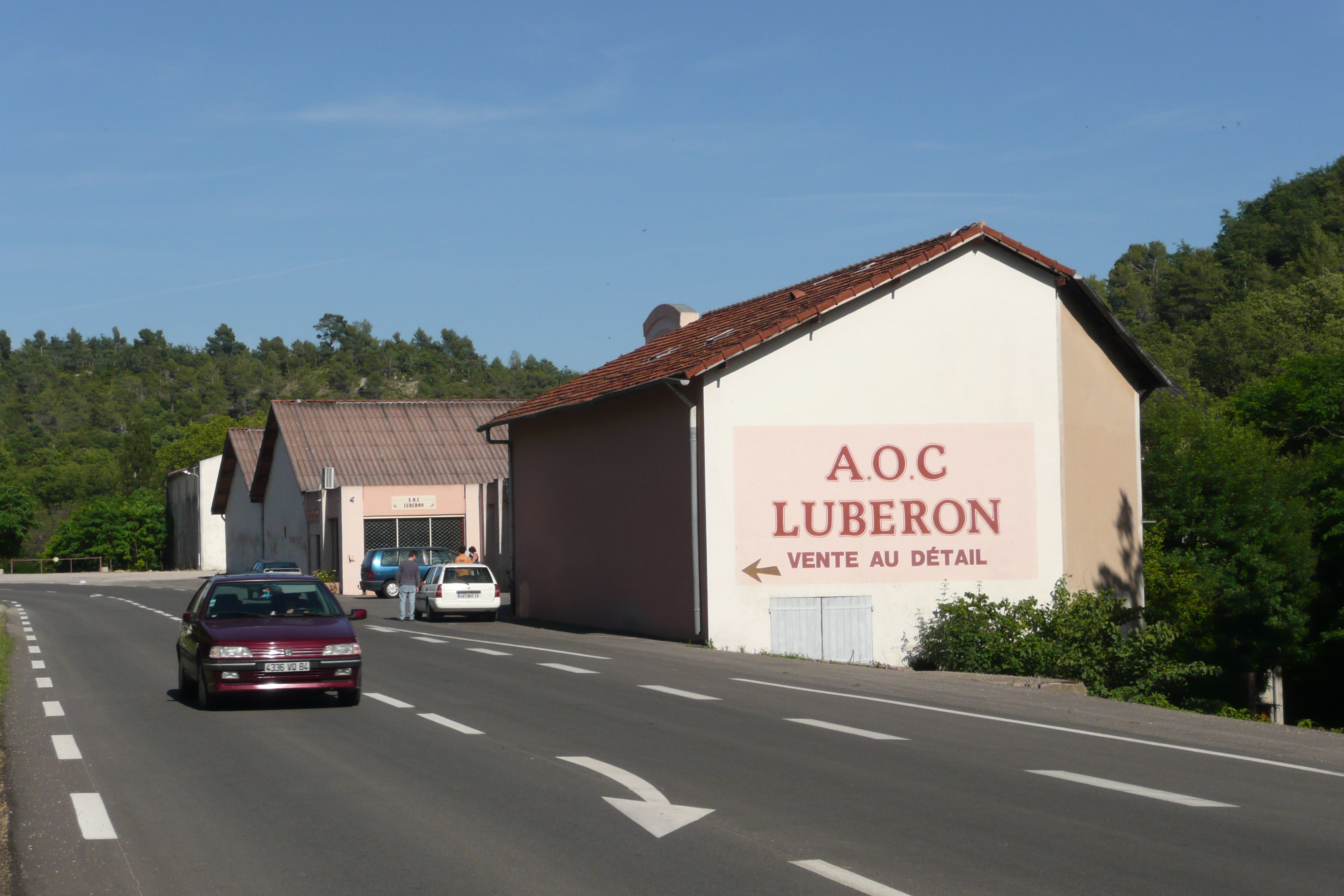
Indication de cave vinicole à Grambois.

Entre deux-cents et cinq-cents mètres d'altitude, les vignobles, à l'abri des vents froids, profitent d'un climat et d'une situation privilégiés.
Deux grands groupes de sol composent ce terroir :
1. des sols de marne plus ou moins profonds et caillouteux, permettant l'obtention de vin rouge rond et complexe ;
2. des sols sableux, plus adaptés à l'élaboration de vin blanc et rosé.

Les cépages les plus présents sont le syrah, le grenache noir, le merlot, carignan, cinsault.
Les forts écarts de température dus aux nuits fraîches et aux journées chaudes sont favorables à la synthèse des polyphénols donnant de la structure et de la couleur aux vins rouges.
Une cave coopérative vinicole, créée en 1924, produit des vins AOC côtes du luberon, régulièrement médaillés, ainsi que du mousseux. Les vins, qui ne sont pas en appellation d'origine contrôlée, peuvent revendiquer après agrément, le label Vin de pays d'Aigues

#### Pomme de terre
En 2008, est créée la confrérie de la pomme de terre de Pertuis. Et le 29 janvier 2010 la pomme de terre de Pertuis devient une marque.
des cantons de Pertuis, Cadenet, Lambesc, Peyrolles ; appréciée pour sa valeur gustative et sa belle tenue au niveau de la conservation, elle possède une typicité liée au terroir sableux-limoneux très favorable de la plaine de la Durance. Il s'agit d'une pomme de terre à chair jaune : les variétés les plus cultivées sont Monalisa et Samba non lavée, ce qui en favorise la conservation cultivée dans la région de Pertuis, Cadenet, Lambesc, Peyrolles. Elles sont conditionnées en sacs portant le logo officiel de la « Pomme de terre de Pertuis ».
La route gourmande de la pomme de terre de Pertuis parcourt tout le bassin de production de la pomme de terre de Pertuis : le pays d'Aix-en-Provence, le Luberon et la vallée de la Durance.

#### Autres
- Exploitation forestière.
- Apiculture.

### Tourisme
Comme l'ensemble des communes du Luberon, le tourisme joue un rôle, directement ou indirectement, dans l'économie locale.
On peut considérer trois principales sortes de tourisme en Luberon. Tout d'abord, le tourisme historique et culturel qui s'appuie sur un patrimoine riche des villages perchés ou sur des festivals. Ensuite, le tourisme détente qui se traduit par un important développement des chambres d'hôtes, de l'hôtellerie et de la location saisonnière, par une concentration importante de piscines et par des animations comme des marchés provençaux. Enfin, le tourisme vert qui profite des nombreux chemins de randonnées dans le massif du Luberon, et du cadre protégé qu'offrent le Luberon et ses environs.
Un syndicat d'initiative a été créé en 1948 et organise des visites du village en groupe sur rendez-vous. Il compte parmi les plus anciennes enseignes touristiques du département et de la région Provence-Alpes-Côte d'Azur.

### Artisanat
Artisanat d'art : un santonnier, sculpteur, céramiste (auteur du christ de l'église) et un atelier de ferronnerie d'art.

### Revenus de la population et fiscalité
Le revenu fiscal médian par ménage était en 2006 de 17 021 €, ce qui place Grambois au 10 924e rang parmi les 30 687 communes de plus de 50 ménages en métropole.

## Culture locale et patrimoine

### Monuments et lieux touristiques

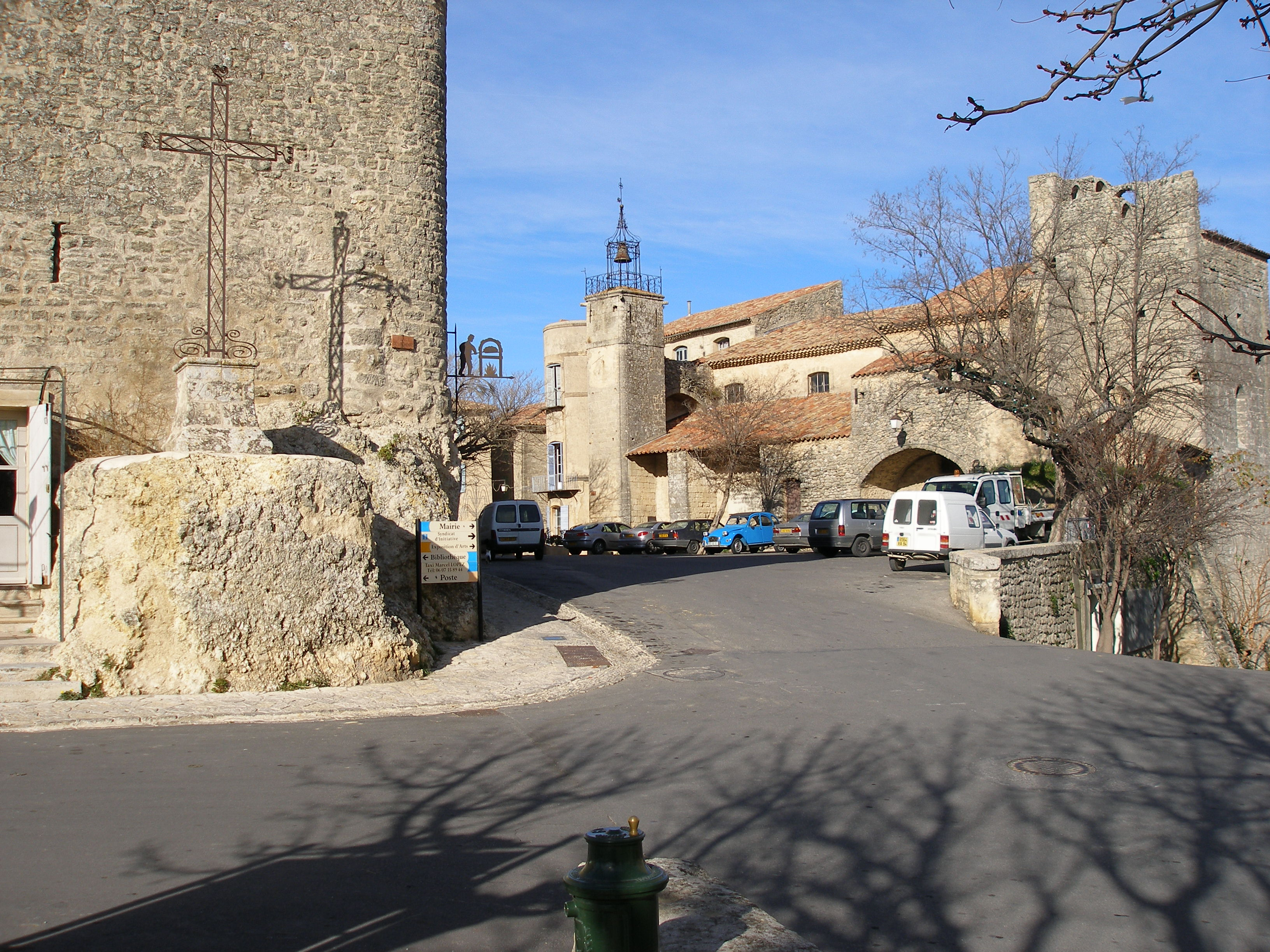
Grambois - La croix monumentale de 1753 et l'église paroissiale Notre-Dame de Beauvoir. La Tourrache.

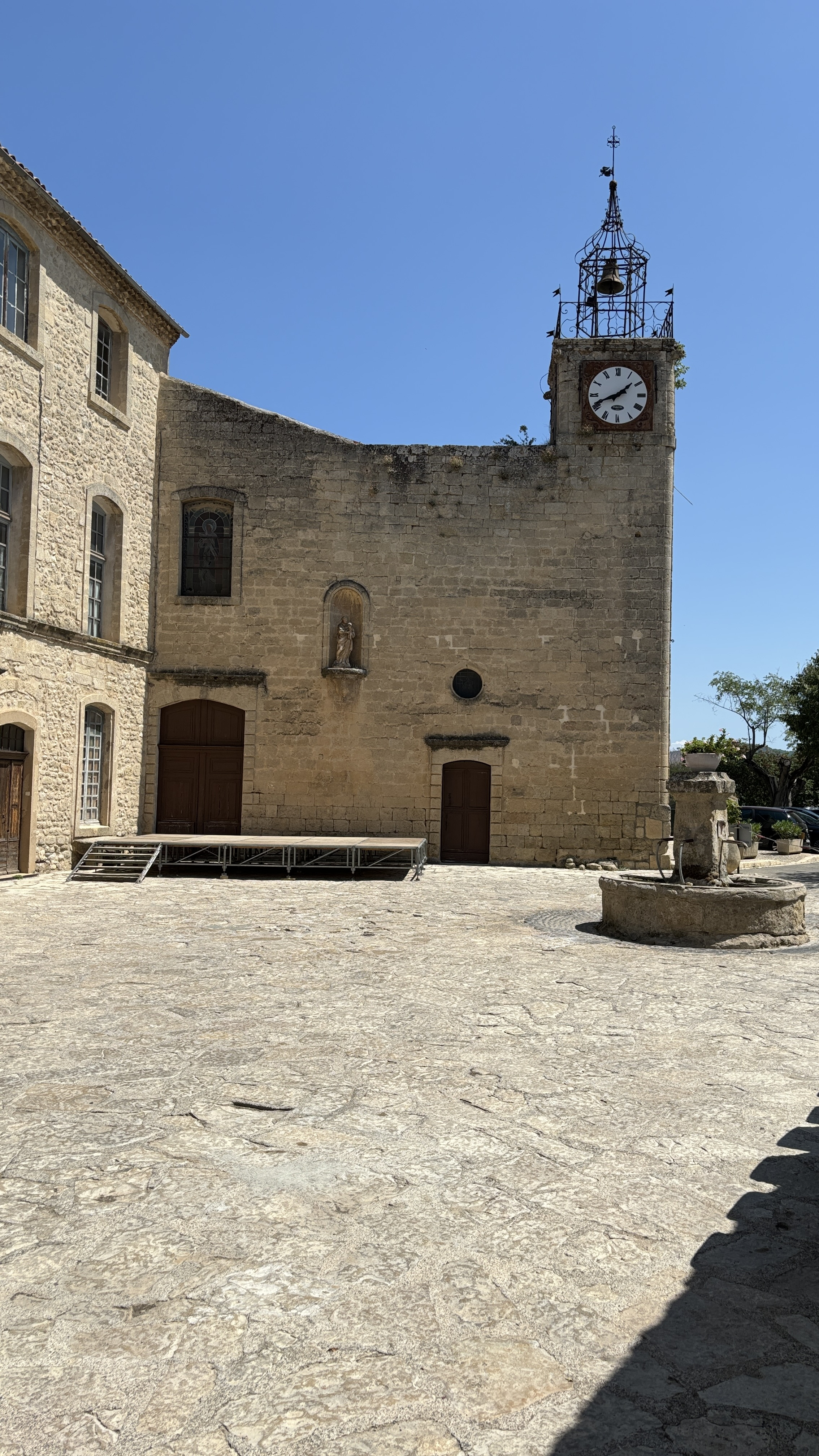
Le clocher et l'horloge de Notre-Dame de Beauvoir.

#### Église paroissiale Notre-Dame de Beauvoir
Bien connues grâce aux travaux de Jacques Thirion et de l'inventaire monumental et artistique du pays d'Aigues (cf. bibliographie), l'histoire et l'architecture de Notre-Dame de Beauvoir sont remarquables à plus d'un titre.
Les multiples transformations de l'édifice sont directement liés à l'histoire riche en rebondissements du village.
Les premières citations de l'église datent de 1096 et décrivent le lieu comme une dépendance de l'abbaye de Saint-André de Villeneuve-lès-Avignon en tant que prieuré bénédictin. À l'origine, l'église romane est modeste et ne possède qu'une nef unique croisée de trois travées et d'une abside.
Conséquence de l'expansion démographique des XIIIe et XIVe siècles, l'église devient trop petite pour accueillir l'ensemble des fidèles et il faut agrandir. La nef est donc rallongée d'une quatrième travée, l'abside détruite en 1343 et remplacée par une quatrième travée de la nef, prolongée par l'actuel chœur et accostée en 1348 de la chapelle latérale sud.
Deux siècles plus tard (1560 et 1561), ce n'est toujours pas suffisant et il faut de nouveau agrandir.
Les trois chapelles se trouvant côté sud sont reliées en détruisant les cloisons qui les séparent ; on construit un collatéral qui mène à la quatrième chapelle. La grande porte est refaite en 1589. La toiture de la nef et le clocher sont rehaussés.
Lorsque Jean de Gautier entreprend son chantier de réfection des fortifications de la ville à la suite des guerres de religion de la fin des années 1580, l'église, qui est mitoyenne aux remparts, subit des transformations.
Une salle voûtée est bâtie à la verticale du chœur pour servir d'observatoire et de poste de défense (1589, 1590).
En 1657, on construit la sacristie contre le flanc sud du chœur et, au cours du XVIIe siècle, les trois chapelles latérales nord.
En 1708, un tremblement de terre fait s'effondrer la voûte ; les parties hautes sont rebâties et on ouvre les trois fenêtres du mur sud. Le clocher date de cette époque (le campanile de fer forgé du XIXe siècle. La façade telle que nous la voyons aujourd’hui date de 1709.
Dans le clocher mur à trois fenêtres, deux cloches sont datées de 1584 et la cloche centrale, prénommée Anne a été fondue en 2008 comme celle actuellement dans le campanile, prénommée Luce. Ces deux dernières ont été baptisées au cours d'un office solennel le dimanche 24 février 2008.

#### Ermitage de saint Pancrace
L'ermitage possède une chapelle classée Monument historique depuis le 13 mars 1995.
Ce lieu insolite est perché sur une colline dont la vocation religieuse est très ancienne puisque l'on y a retrouvé les vestiges du temple d'Eza (XIIe siècle et XIIIe siècles), qu'il n'est pas possible de visiter.
En effet, la chapelle fut vendue comme bien national, en 1793, au riche négociant marseillais Joseph Bonnin et le site (hors la chapelle) appartient désormais aux propriétaires du château de Pradine (famille D'Ivernois).

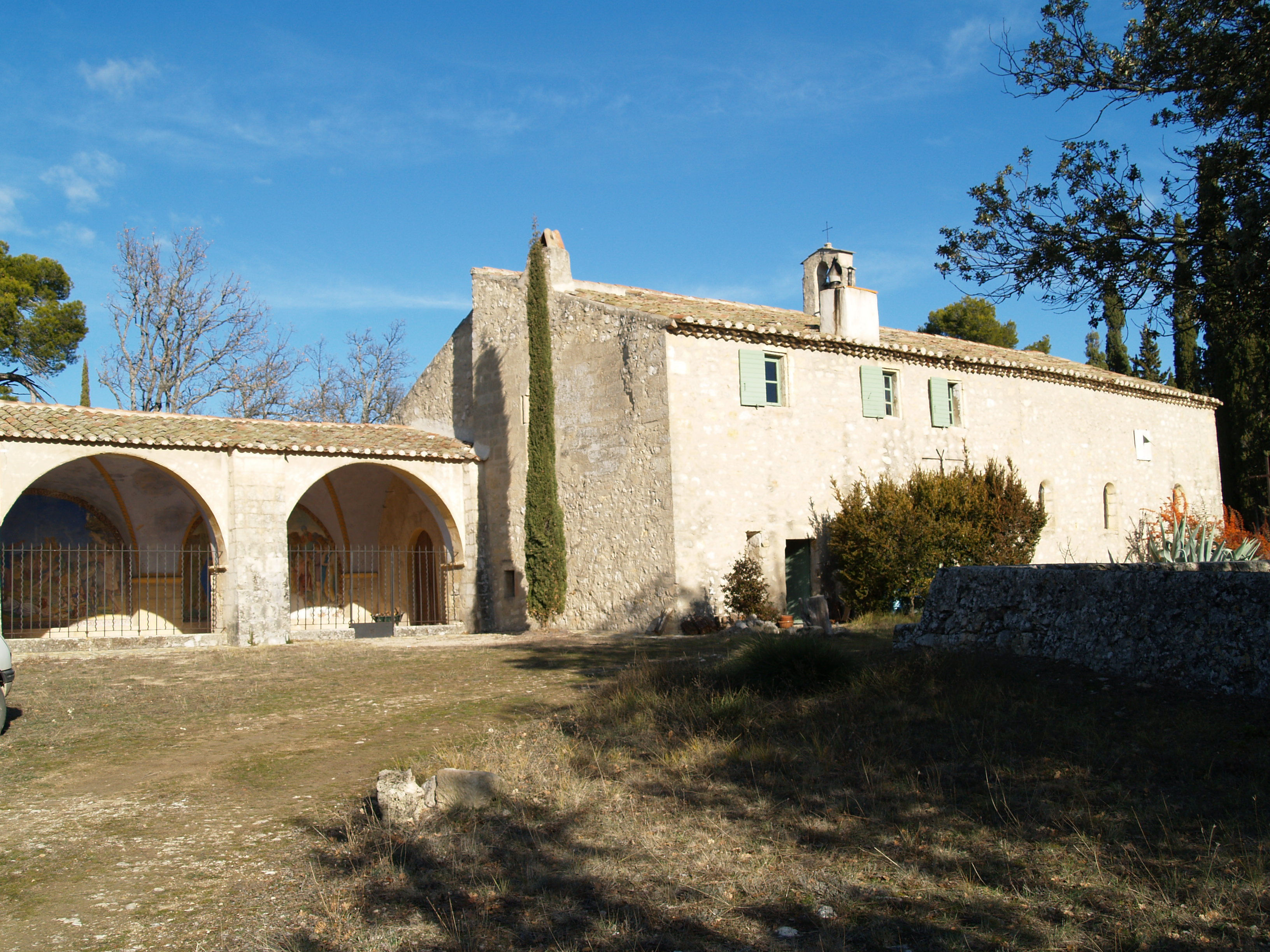
Grambois - l'Ermitage de Saint-Pancrace

Conséquence de l'épidémie de peste qui frappa la Provence dans les années 1720 à 1722, tous les Gramboisiens rescapés qui avaient prié saint Pancrace pour qu'ils soient épargnés, firent le vœu de faire une procession annuelle à la chapelle qui lui était dédiée, le dimanche suivant le 12 mai, jour de sa fête, pour remercier leur saint patron de les avoir protégés.
Encore aujourd’hui, l'ermitage voit chaque année vers le 14 mai une procession venue de Grambois et ce lieu est depuis, hautement lié à la vie des Gramboisiens.
L'Ermitage est bâti au XVIIe siècle et sera habité jusqu'à la Révolution. La chapelle médiévale accolée à l'édifice date du XIVe siècle et a été prolongée au XVIIIe par un porche comportant des fresques réalisées en utilisant les techniques du Quattrocento (utilisé entre autres par Giotto, Cimabue…). Ce procédé consiste à utiliser des couleurs délayées à l'eau sur un enduit de mortier frais qu'un maçon applique au fur et à mesure que le fresquiste travaille. Cette technique avait été étudiée en Italie par les trois artistes qui les réalisèrent vers 1912 : Georges Dufrénoy, Pierre Girieud et Émile Lombard. Elles représentent une piéta, l'adoration des bergers et des rois, et un Sermon dans la montagne.
À propos de la « Piéta » de Georges Dufrénoy, le poète et critique d'art provençal Gasquet a écrit « tout y est d'une intensité dramatique qui fait songer au Tintoret, d'un pathétique qui s'apparente on ne sait comment, à quelque phrase désespérée d'une symphonie de Beethoven ».
L'étrange cimetière implanté au beau milieu des cyprès par Joseph Bonnin, ajoute un côté mystique à l'endroit. Les nombreux mausolées familiaux et surtout la grande pyramide de six mètres de haut où est enterrée sa jeune filleule avec quatre poèmes gravés sur ses faces ne manquent pas d'interpeller l'observateur,.

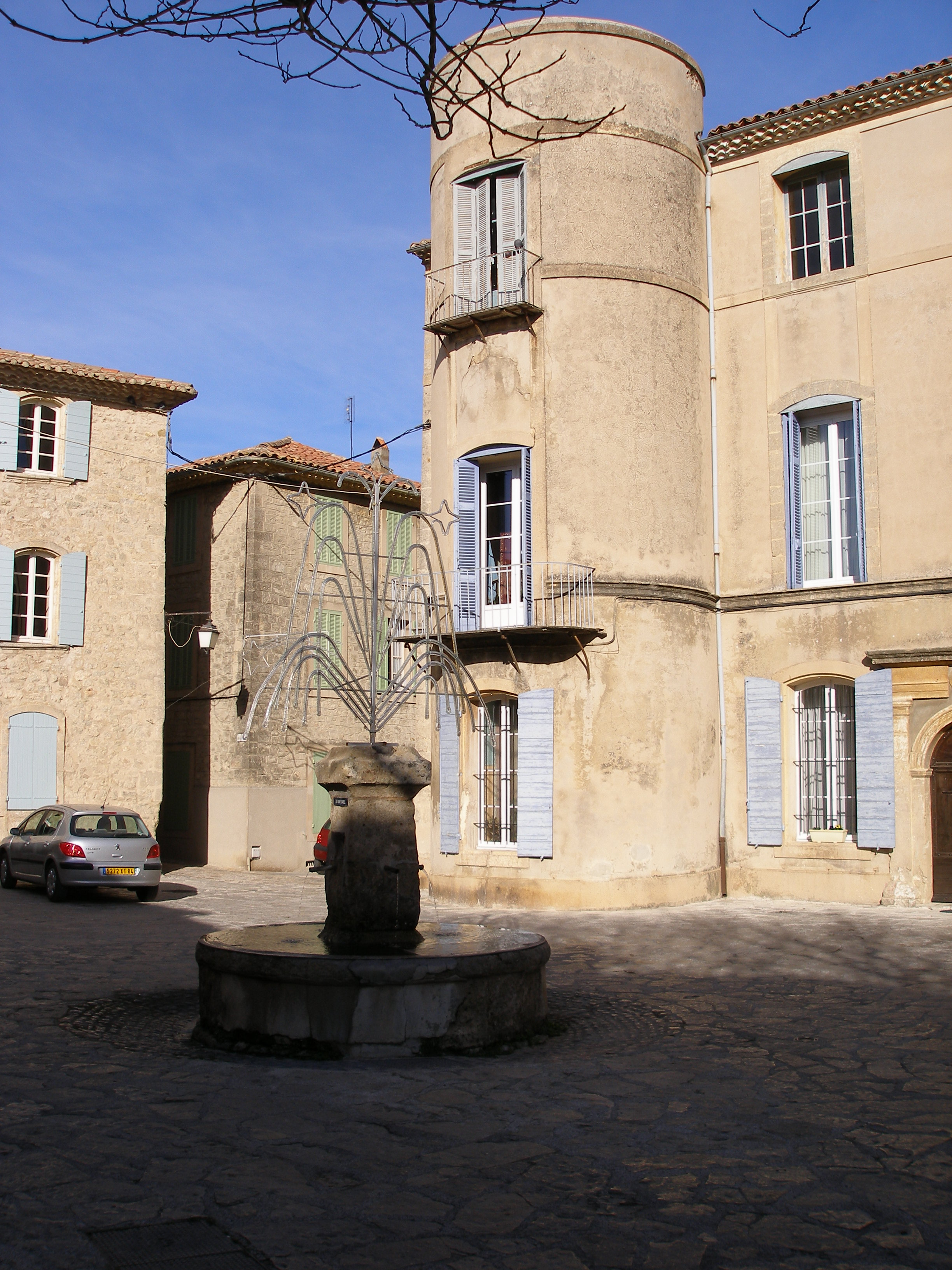
Le château de Grambois - l'aménagement de cette ancienne demeure seigneuriale date de la fin du XVIe siècle.

#### Château de Grambois
Achevé en août 1590, sa façade fut refaite vers 1730 par Michel-Jules de Roquesante, seigneur de Grambois.
Le château que nous connaissons aujourd’hui abrite une habitation et l'ancien presbytère ; c'est le troisième rebâti sur l'emplacement des deux précédents.
Il ne reste aucune trace du premier détruit avant 1290 ; le deuxième était composé d'une grande bâtisse située entre la place, la rue allant au portail neuf et une ruelle menant au four.
Alors que les guerres de religion sévissent dans le pays, le village décide de renforcer sa façade qui est restée vulnérable.
Jean de Gautier, seigneur de Grambois, chargé d'effectuer les travaux d'aménagement, aidé de trois maçons pertuisiens (Nicolas Bérard, Antoine et Jean Barrière), en profite pour réquisitionner l'ancienne bâtisse inoccupée et insalubre et les quelques maisons de la place, pour faire ériger son château qui deviendra sa demeure seigneuriale.
En août 1590, le château et sa tour d'angle ronde ainsi que des jardins aménagés en terrasse à l'arrière sont terminés.
Il reste la propriété des Roquesante jusqu'à la Révolution ; leurs descendants, les Cornarel prennent la relève jusqu'au XIXe siècle.
Aujourd'hui une partie est propriété privée, et il n'est pas possible de la visiter.
Le château a reçu Madame de Sévigné et sa fille Mme de Grignan, ainsi que Mirabeau,,.

#### Château de Pradines

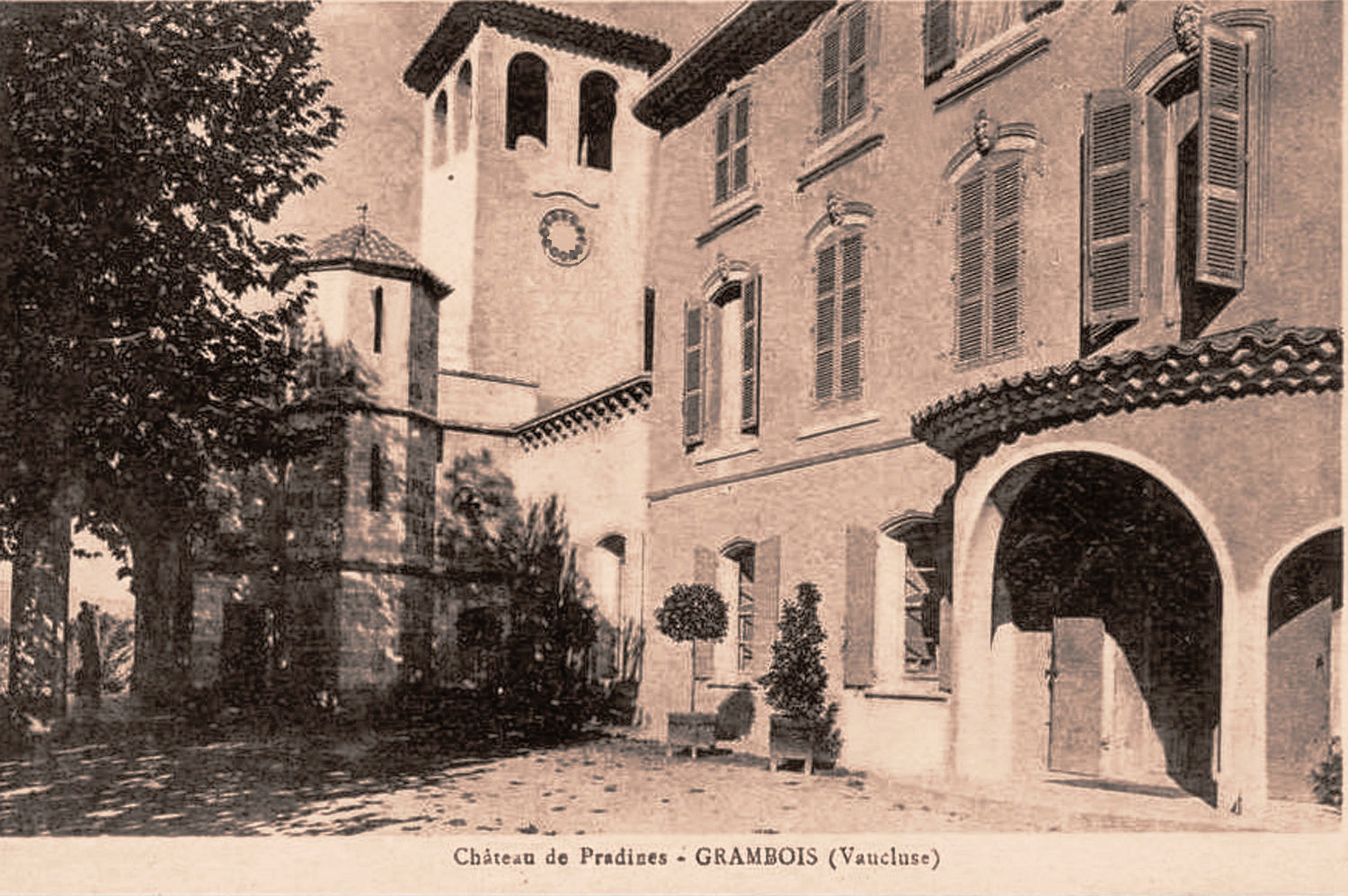
Château de Pradines, route de Vitrolles.

Situé sur la route de Vitrolles-en-Luberon, le château est inscrit aux monuments historiques depuis le 7 août 2007. Le domaine a été constitué au XIXe siècle par Joseph Bonnin, avocat à la cour d'Aix et commerçant. Il passa ensuite à son héritière Clémence Bec, épouse de Douglas Fitch, un armateur américain installé à Marseille. Veuve, elle épousa ensuite, en 1852, le poète et futur académicien Joseph Autran. La protection des monuments historiques regroupe le château, ses dépendances et ses cours, un parc paysager et une vigne.
Les bâtiments furent édifiés en plusieurs campagnes par les architectes marseillais Vaucher et Bodin. Au début du XXe siècle, le portique extérieur fut revêtu d'un décor peint à fresque par Louis-Adolphe Riou (1921), elles complètent « l'ensemble décoratif du château, dont le grand salon avait été décoré en 1823 par le marseillais François Marchand ». Le parc paysager fut aménagé à la demande de Clémence Bec. « Il juxtapose des bosquets parés et des tapis verts, comporte des fontaines, des bassins et des statues des muses, une roseraie, le tout ceint de bois plantés de chênes, pins et autres essences ». Depuis 1930, le parterre sud a été restructuré par l'architecte Jacques Couëlle.

#### Remparts
Datant de 1377, le rempart (moellons de pierre hourdés à la chaux), constitue le front est de la seconde enceinte du vieux village.
Il domine la place du village.
Il se retourne au nord et fait face à l'église.
Le rempart est conservé sur la majeure partie de son élévation à l'exception du couronnement.
Il se compose d'un mur en maçonnerie de moellons, épais de deux mètres.
Sa face est est percée d'une série d'archères étroites.
Une tour rectangulaire haute et surmontée d'une barbacane, dont subsistent les consoles à ressauts, constitue la façade nord du rempart.
Cette tour s'appelle la Tourrache et a servi au XVIIe et XVIIIe siècles de maison consulaire.
Au sud du rempart se trouve un corps de bâtiment appelé le Fort.
Le rempart est renforcé à l'arrière par deux édifices accolés.
Il reste visible sur une dizaine de mètres.

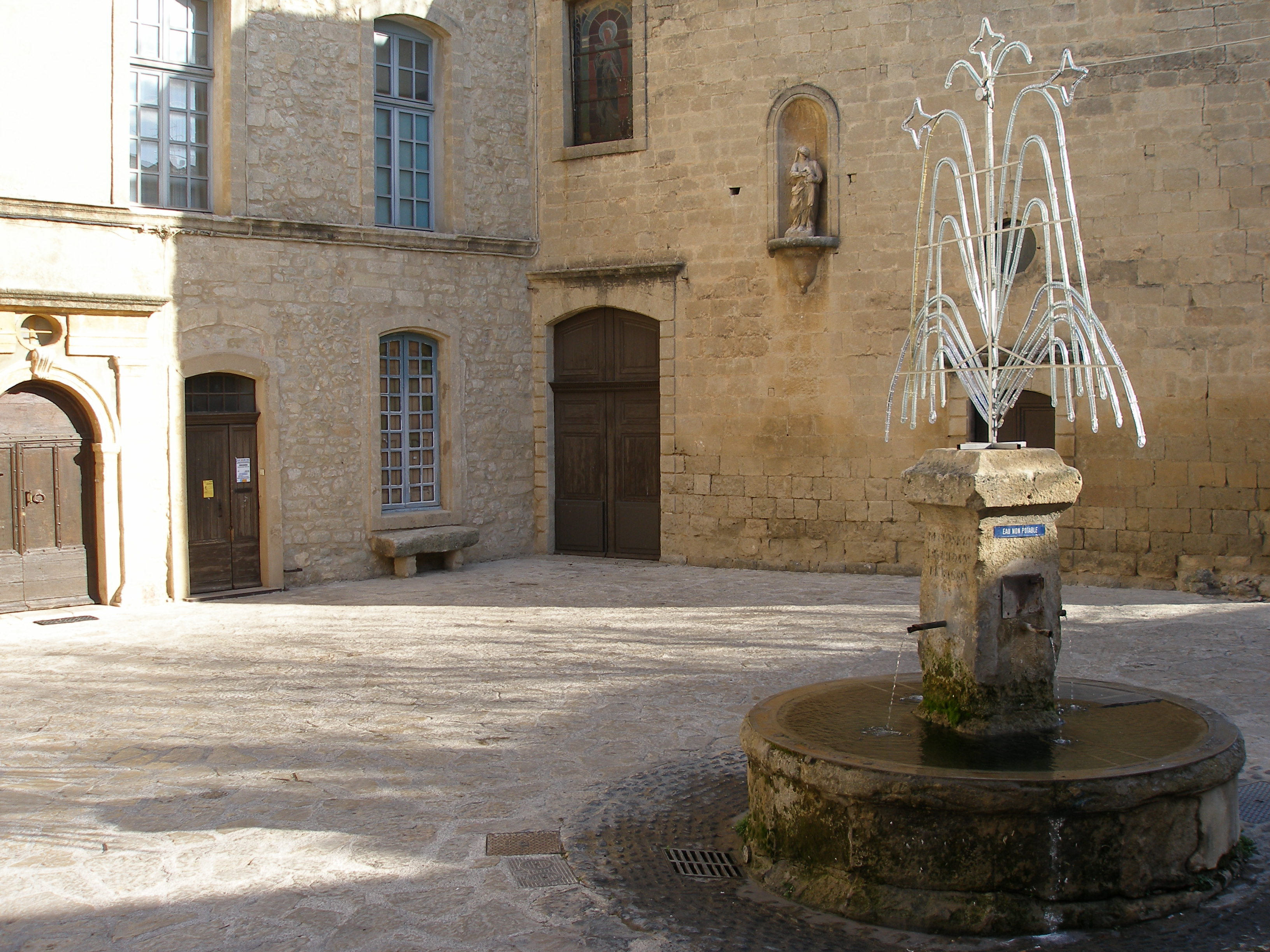
La Place. En arrière-plan derrière la fontaine (1879), la façade de l'église et celle de l'ancien château.

#### Fontaines
Fontaine de l'église
La fontaine de la place de l'Église date de 1879.
Projet mis à l'étude au XVIe siècle et fortement plébiscité après 1850, Joseph Eyguisier, maire de Grambois, inaugurait enfin la fontaine de la place de l'église en 1879.
Les Gramboisiens allaient enfin pouvoir profiter d'une fontaine de proximité et ainsi se passer des fontaines de Fontvérane, Fontsausse et des trois canons, difficiles d'accès et toujours très fréquentées. M. Castel, fontainier de Pertuis, avait conçu sur un plan centré, une colonnette carrée sur socle. Malheureusement, les habitants déchantaient rapidement, le débit de cette fontaine s'avérait insuffisant et au même titre que les autres fontaines du village, elle subissait les pénuries estivales.
Il fallait donc faire des études pour pallier ce profond désagrément. Après diverses propositions, il fut décidé d'utiliser l'eau d'une source lointaine (trois kilomètres) mais abondante. C'est la source des Ponteux qui, grâce à une canalisation souterraine en terre cuite vernissée, alimenterait « la fontaine ». La fontaine prit alors toute sa place au cœur du village et un vaste réservoir fut aménagé au pied de l'église en 1903 pour remédier à la période de sécheresse estivale. Contribuant au charme de la place centrale et accentuant son caractère typiquement provençal, le cinéaste Yves Robert y tourna deux scènes de son film La Gloire de mon père, la partie de pétanque et le retour de la fameuse chasse aux bartavelles. Depuis, cette fontaine est baptisée « Fontaine des Bartavelles ».
Fontsausse et Fontverane
Ce sont deux fontaines très anciennes, les deux points d'eau traditionnels du village.

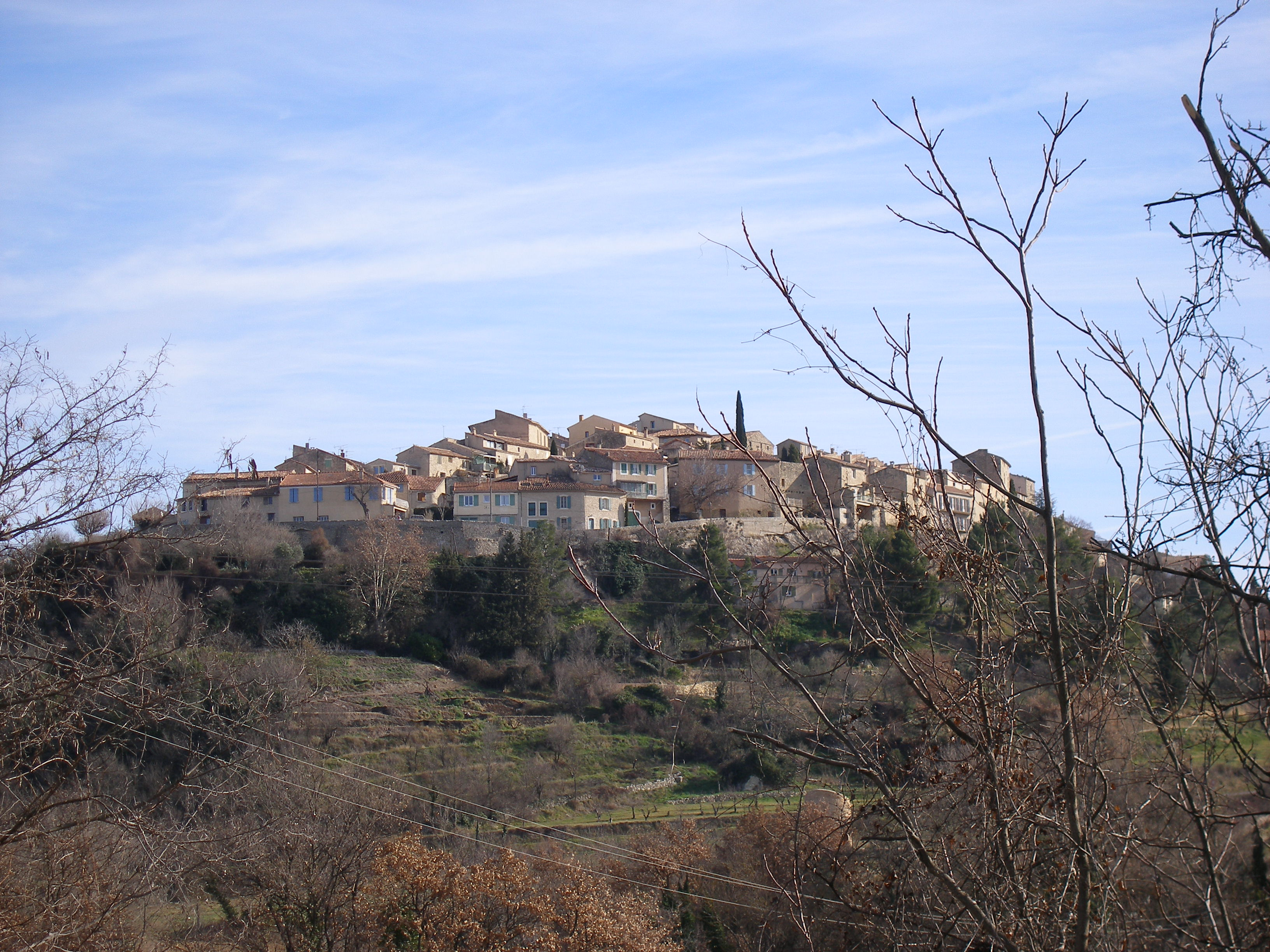
Grambois - Vue générale du versant nord.

Fontverane : elle se trouve à l'est du village abritée sous une voûte envahie par la végétation. D'un débit faible, l'eau sort directement du calcaire Gramboisien et tombe dans un bassin aménagé en lavoir dont le trop-plein alimentait autrefois un bassin de l'autre côté du chemin.
Fontsausse : l'eau y traverse une dalle plaquée à même la roche et alimente un petit lavoir.
Ces deux fontaines témoignent de leur importance dans la vie quotidienne des Gramboisiens par leur chemin très emprunté et baptisé à leur nom. Il reste des traces de « calade » par endroits,.

#### Oratoire Notre-Dame-de-Miséricorde
Date de 1851. Situé sur la D 33 au sud ouest du village, au niveau de la fourche qui mène à droite vers Mirabeau et à gauche vers Beaumont-de-Pertuis, cet oratoire est entretenu régulièrement.
Une niche étroite à ouverture cintrée abrite une vierge couronnée portant l'Enfant-Jésus.
Le grillage protégeant la statue a aujourd’hui disparu. Le toit de l'oratoire est surmonté d'une croix en fer forgé ornementée à la base. Sur le socle en pierre de l'édifice est gravé : « Mère de miséricorde priez pour nous 1851 ».
Nota : La Vierge n'est plus présente dans la niche depuis la fin du mois de juin 2008. Elle a été récemment restaurée et est désormais visible à l'abri dans l'église du village, du fait de sa fragilité. Elle a été remplacée par une vierge en pierre.

#### Oratoire Saint-Joseph
Cet oratoire est le seul des cinq oratoires de Grambois à ne pas être dédié à la Vierge. Il est situé dans la vallée, côté nord, sur la D 33 au niveau du château de Pradines. L'oratoire est ceinturé d'un enclos en pierre fermé sur trois côtés. La statue a été remplacée par une peinture sur tôle, assez abîmée, représentant saint Joseph tenant un bouquet de fleurs blanches. La croix en pierre primitivement, a été remplacée par une croix en béton.

#### Maisons renaissance et calade
De nombreuses rues sont « caladées » et par endroits sont dotées d'escaliers inspirés des chemins âniers, calés sur le pas de l'âne, avec, de part et d'autre, des ornières permettant l'écoulement de l'eau et des égouts, mais aussi le passage des charrettes (voir photo rue du pont).

Ruelles de Grambois
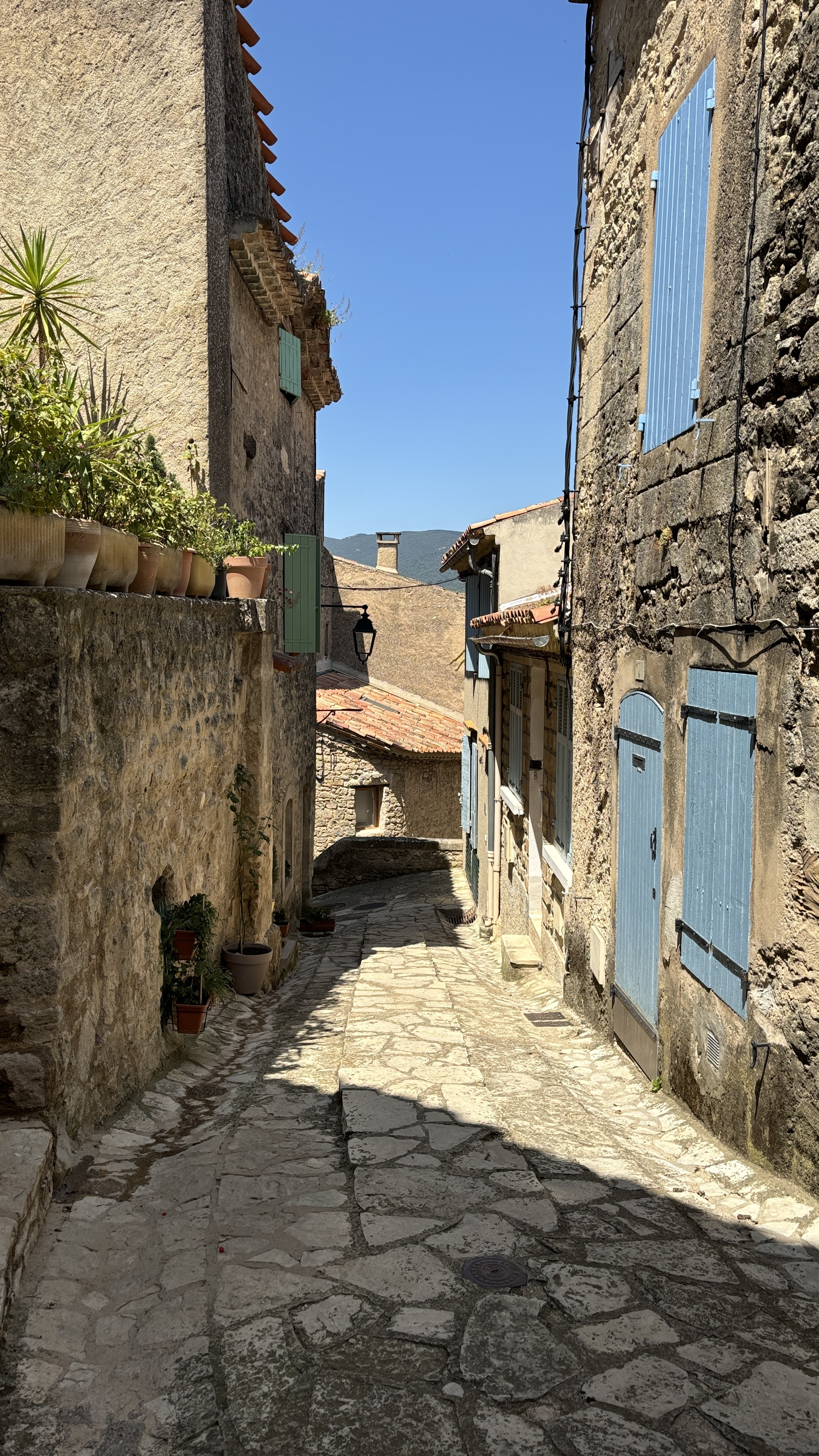
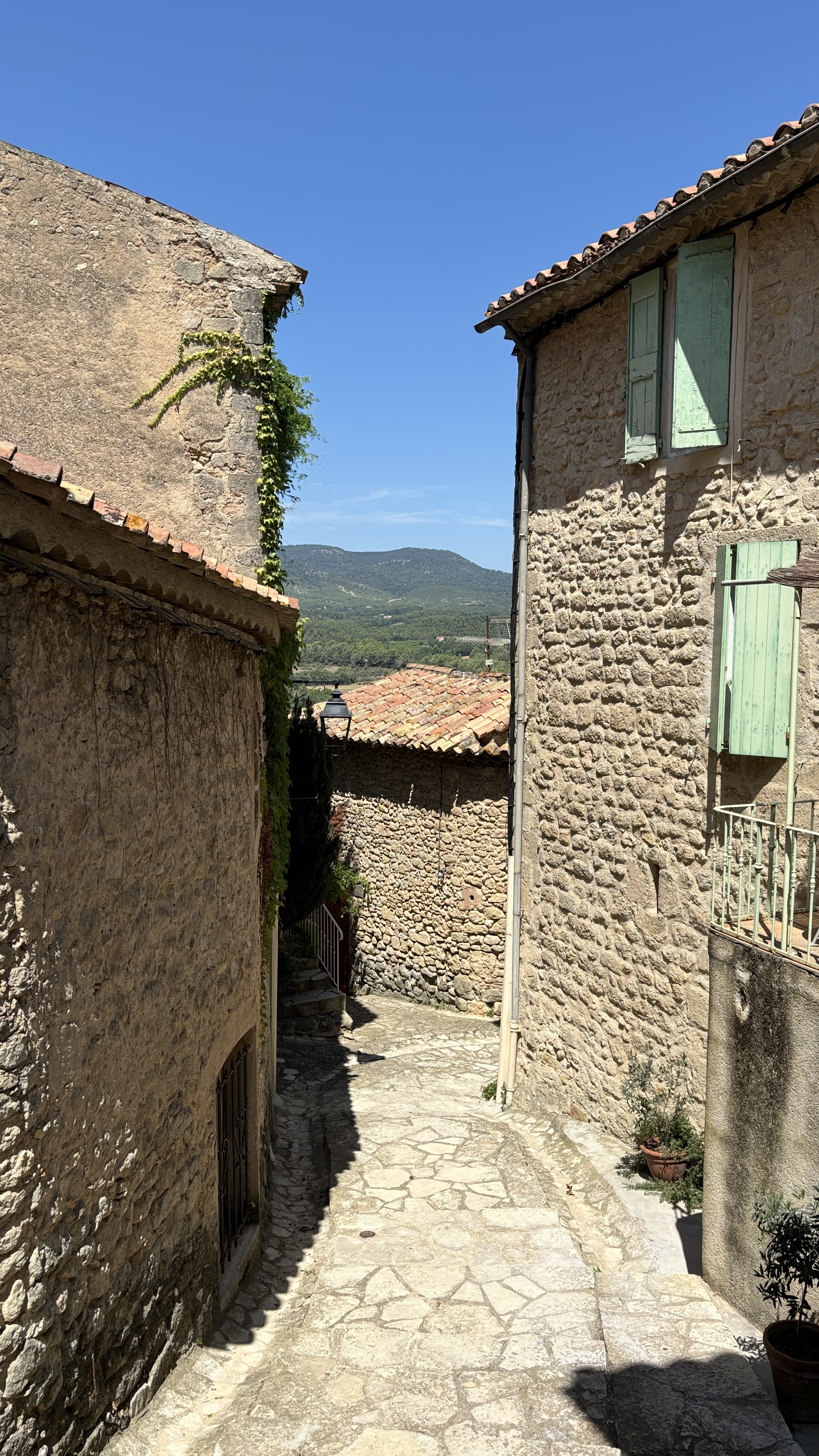
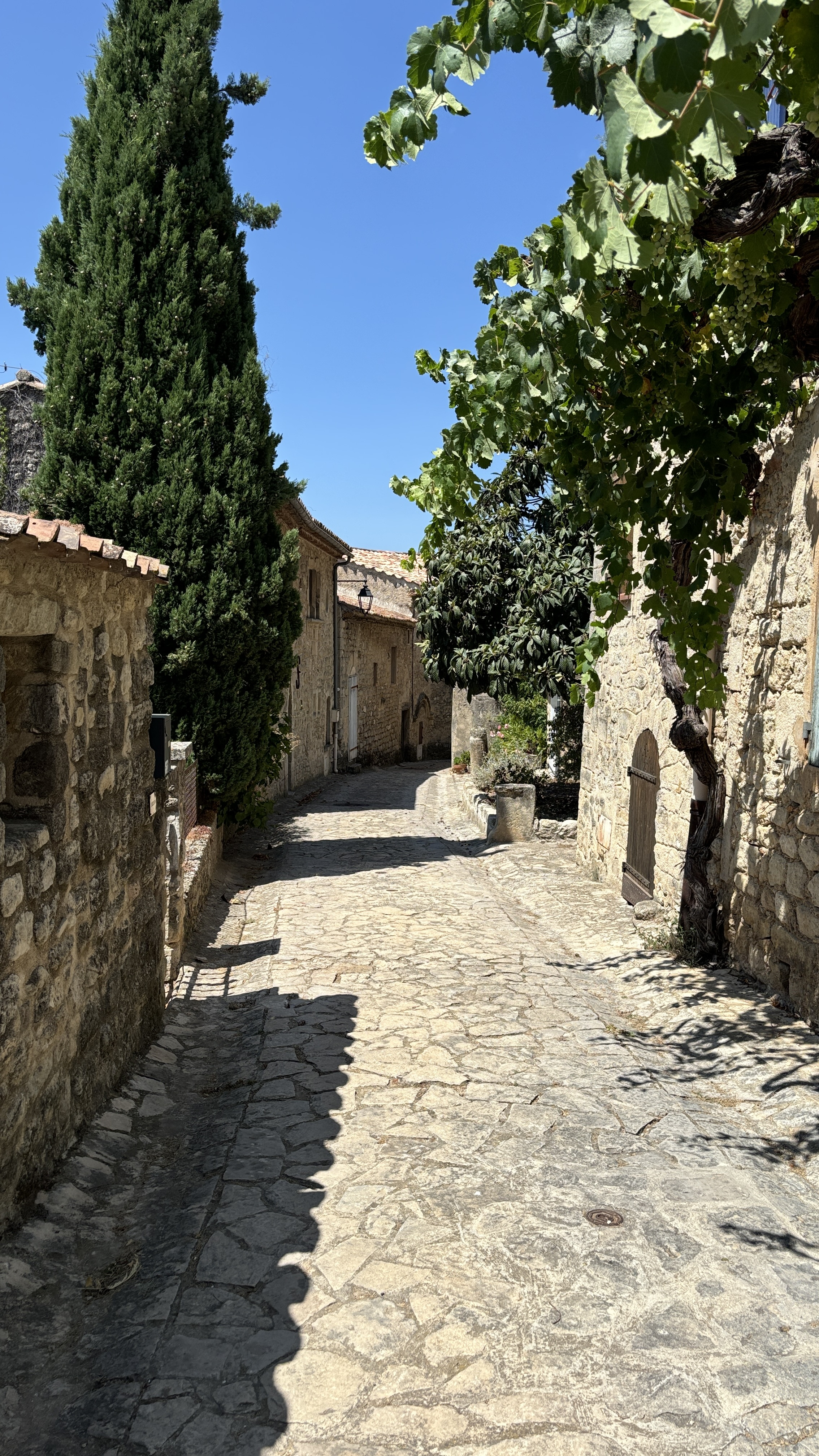
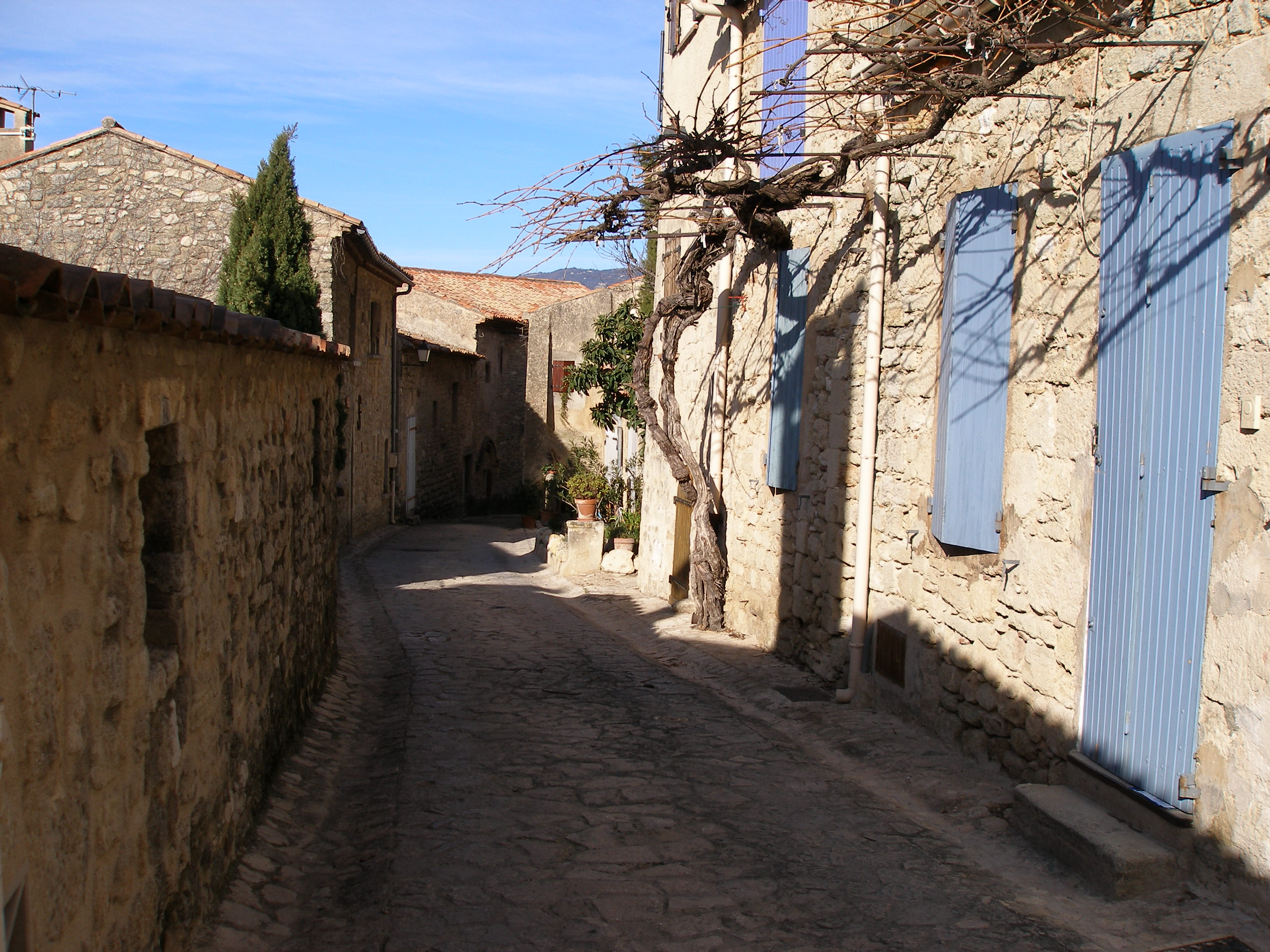
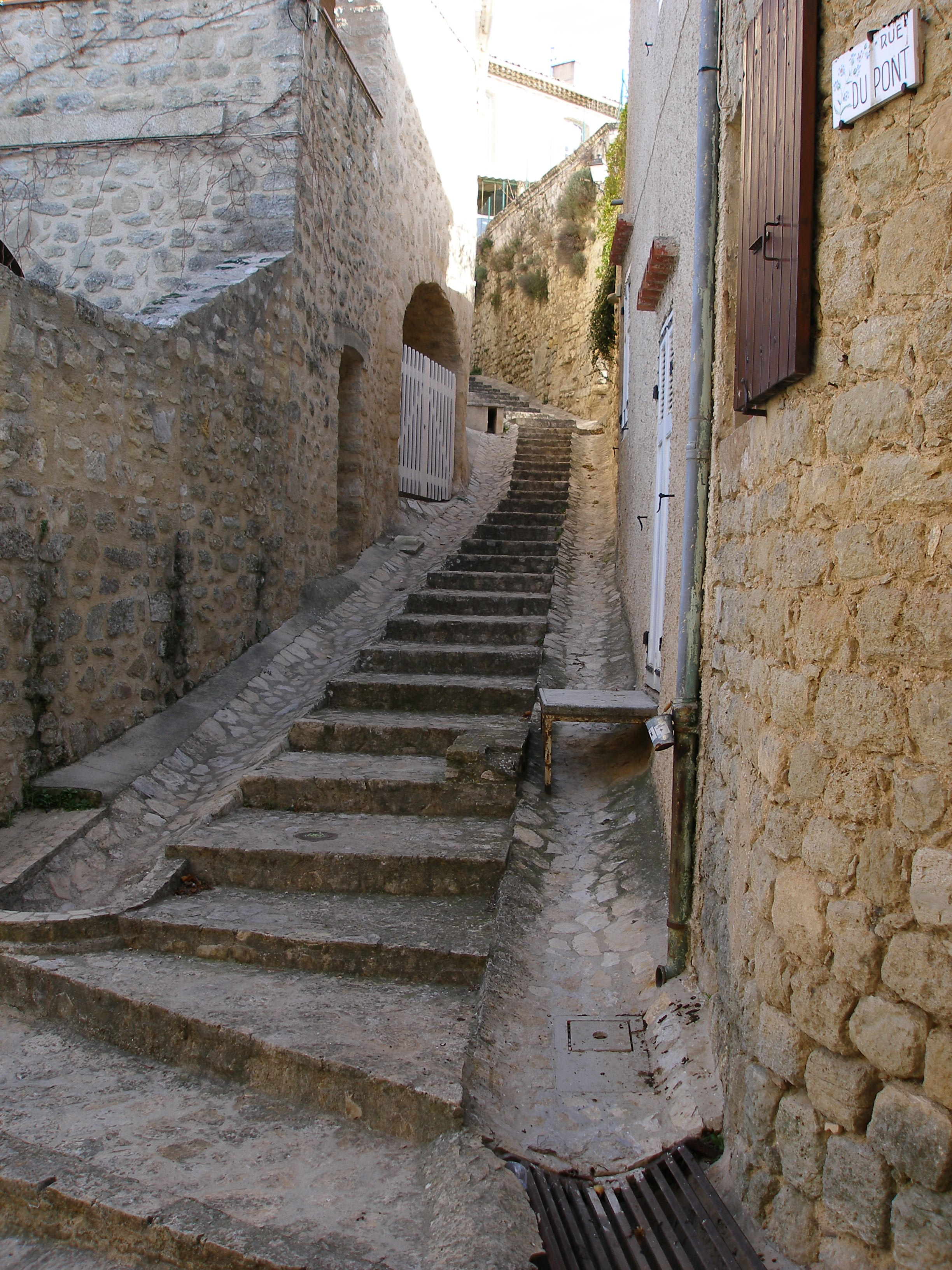
Rue du Pont : escaliers inspirés des chemins âniers.
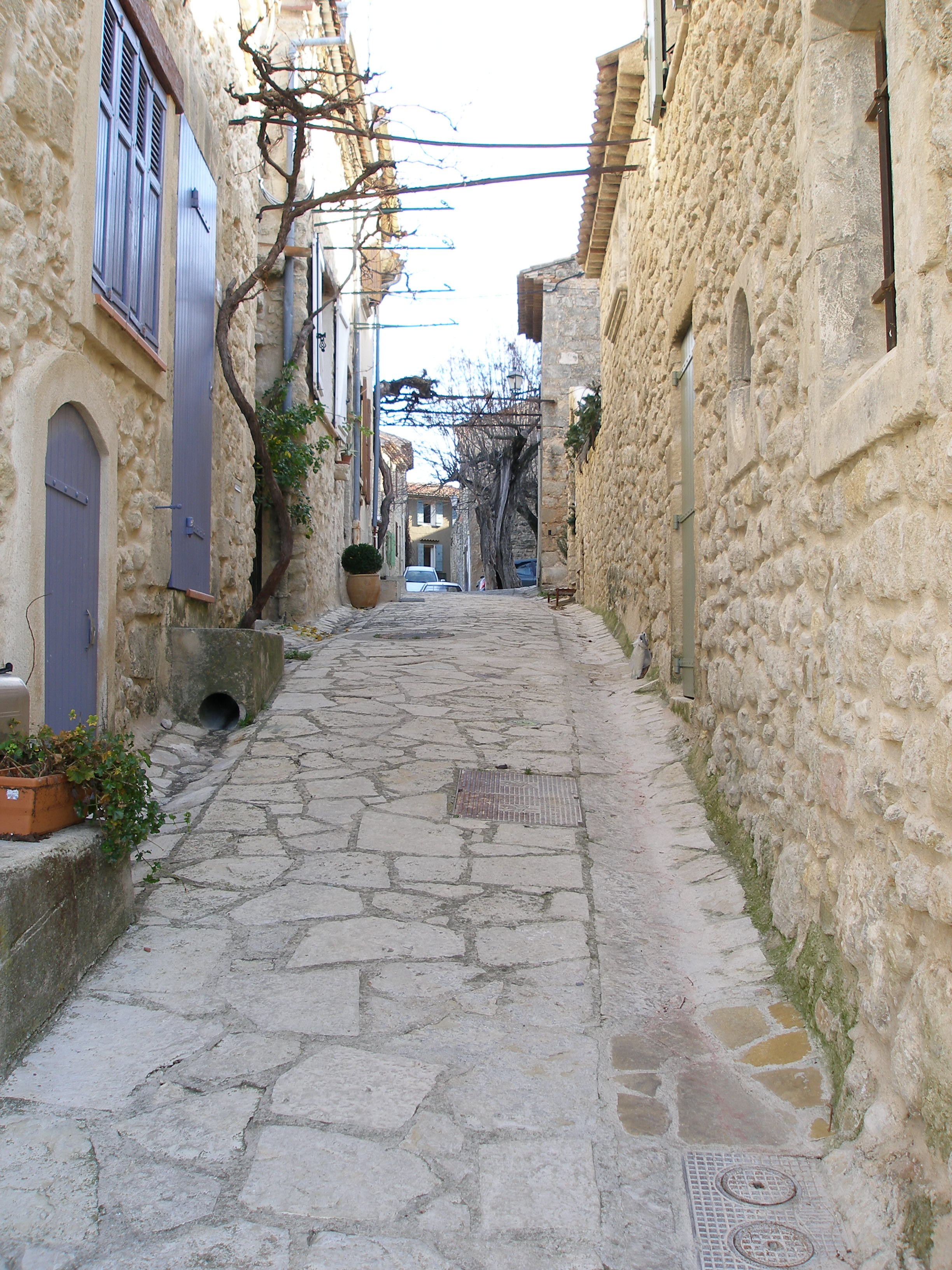
Rue en calade.
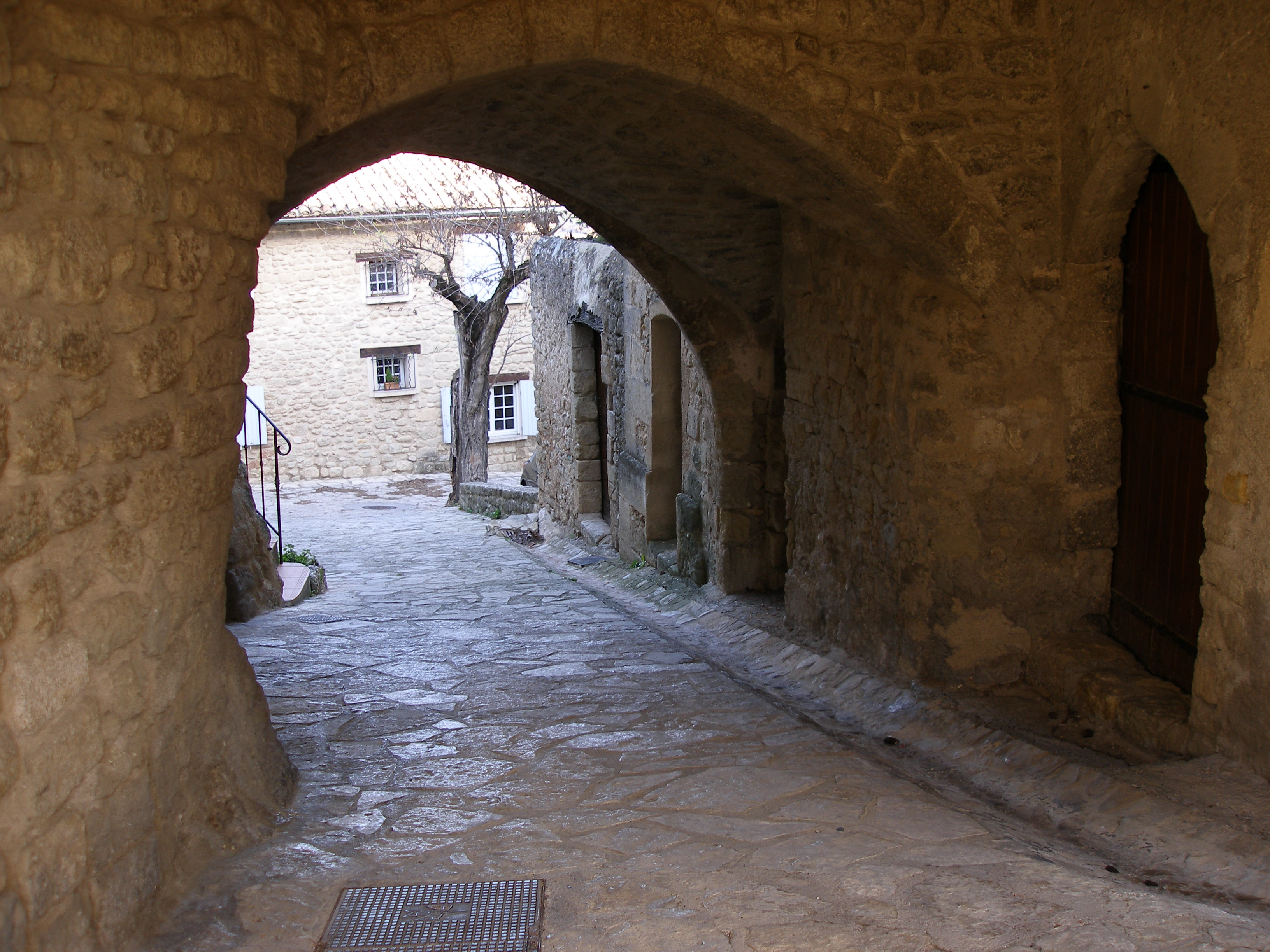
Le passage des Templiers.

### Patrimoine culturel

#### Grambois et le cinéma
1990 : La Gloire de mon père et Le Château de ma mère d'Yves Robert avec Nathalie Roussel, Philippe Caubère, Didier Pain, Thérèse Liotard, Victorien Delamare, Pierre Maguelon, Jean Carmet, Jean Rochefort, Georges Wilson, Patrick Préjean, Paul Crauchet, Jean-Pierre Darras. Tourné également à Vitrolles-en-Luberon.
En 2021, la série Et la montagne refleurira d'Éléonore Faucher a été tournée au « Jas de Monsieur ».
2022 : Le Temps des secrets de Christophe Barratier avec Guillaume De Tonquédec, Mélanie Doutey, François-Xavier Demaison.

### Personnalités liées à la commune
- Pierre de Roquesante (1619-1707), seigneur de Grambois, un des magistrats qui jugèrent Nicolas Fouquet.
- Pierre Graille (XXe siècle), artiste santonnier.
- Pierre Girieud (1876-1948), peintre précurseur de l'art moderne.
- Joseph Autran (1813-1877), poète et dramaturge, académicien, y est enterré.

### Héraldique, logotype et devise
|  | Les armes de Grambois se blasonnent ainsi : De sable au sapin arraché d'or l'écu surmonté d'une couronne murale aux trois tours d'or. (couronne non représentée ici) Il s'agit d'armes parlantes « au deuxième degré », c'est-à-dire dont les éléments évoquent indirectement le nom du possesseur. Ici le sapin évoque le « Grand Bois », forme du nom de la commune trouvée dans l'Armorial général de 1696, accompagné de ses armes, mais qui ne seront officielles qu'à partir de 1996. |

|  | Jusqu'en 1866 ces armes étaient : D'argent au palmier d'or issant d'un tertre de sinople. (avec une irrégularité héraldique constitutive des armes à enquerre, à savoir un « métal sur métal » : or du palmier sur argent du champ.) Il semble qu'ensuite les deux formes ont vécu concurremment, et que l'officialisation récente du sapin n'a pas encore éradiqué le palmier. |

## Galerie de photos

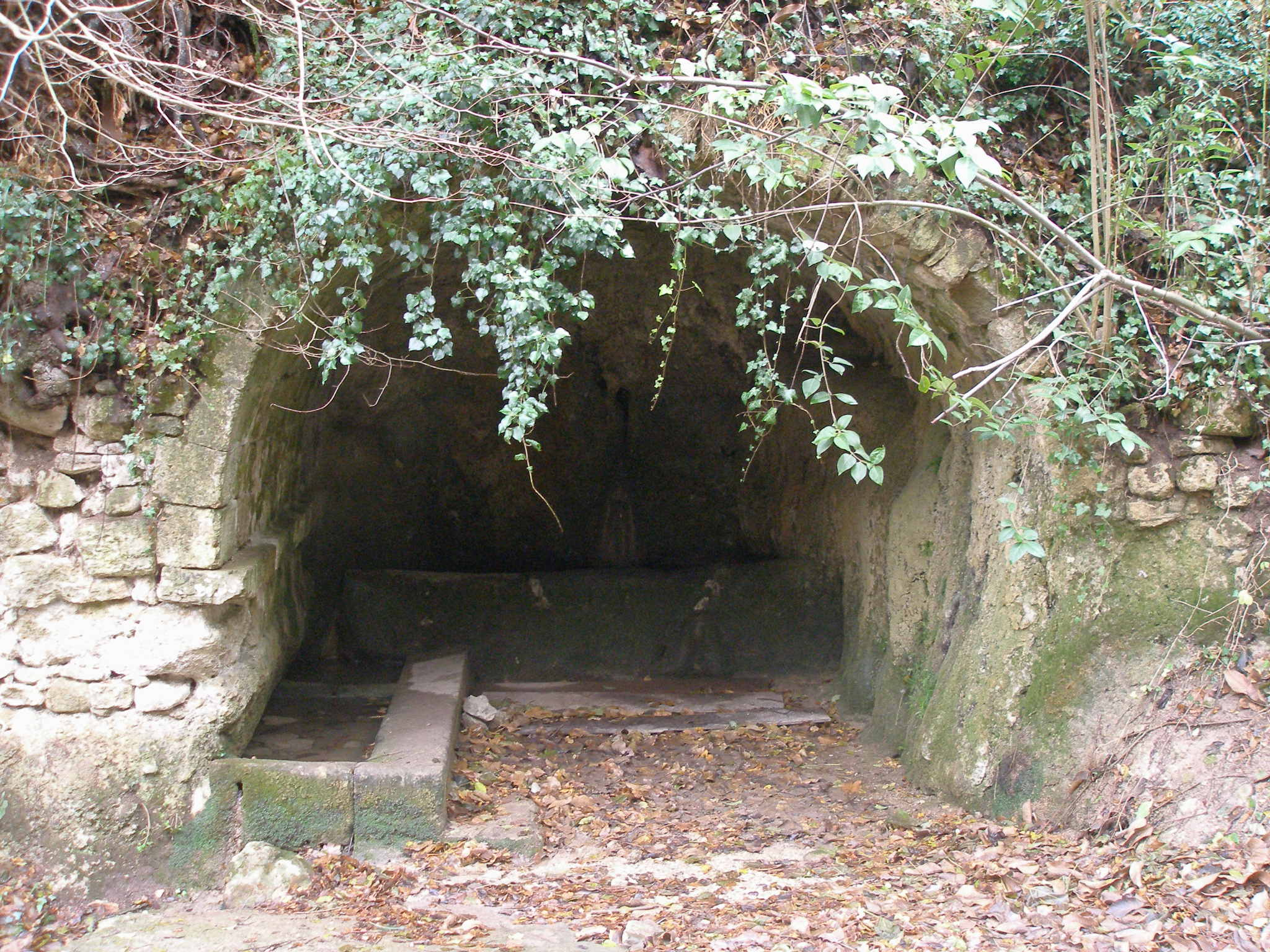
Fontaine Fontverane.
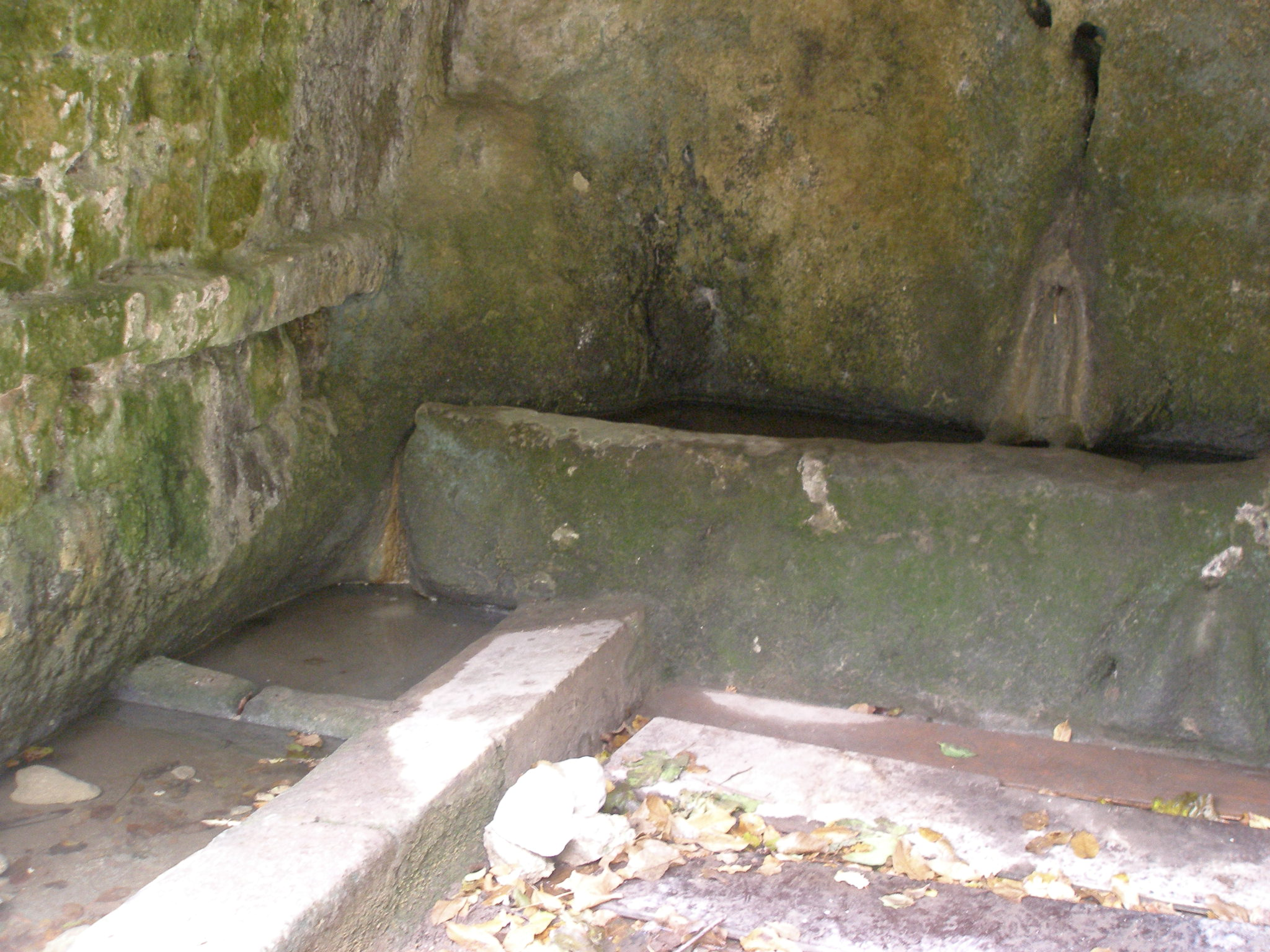
Fontverane : l'intérieur.
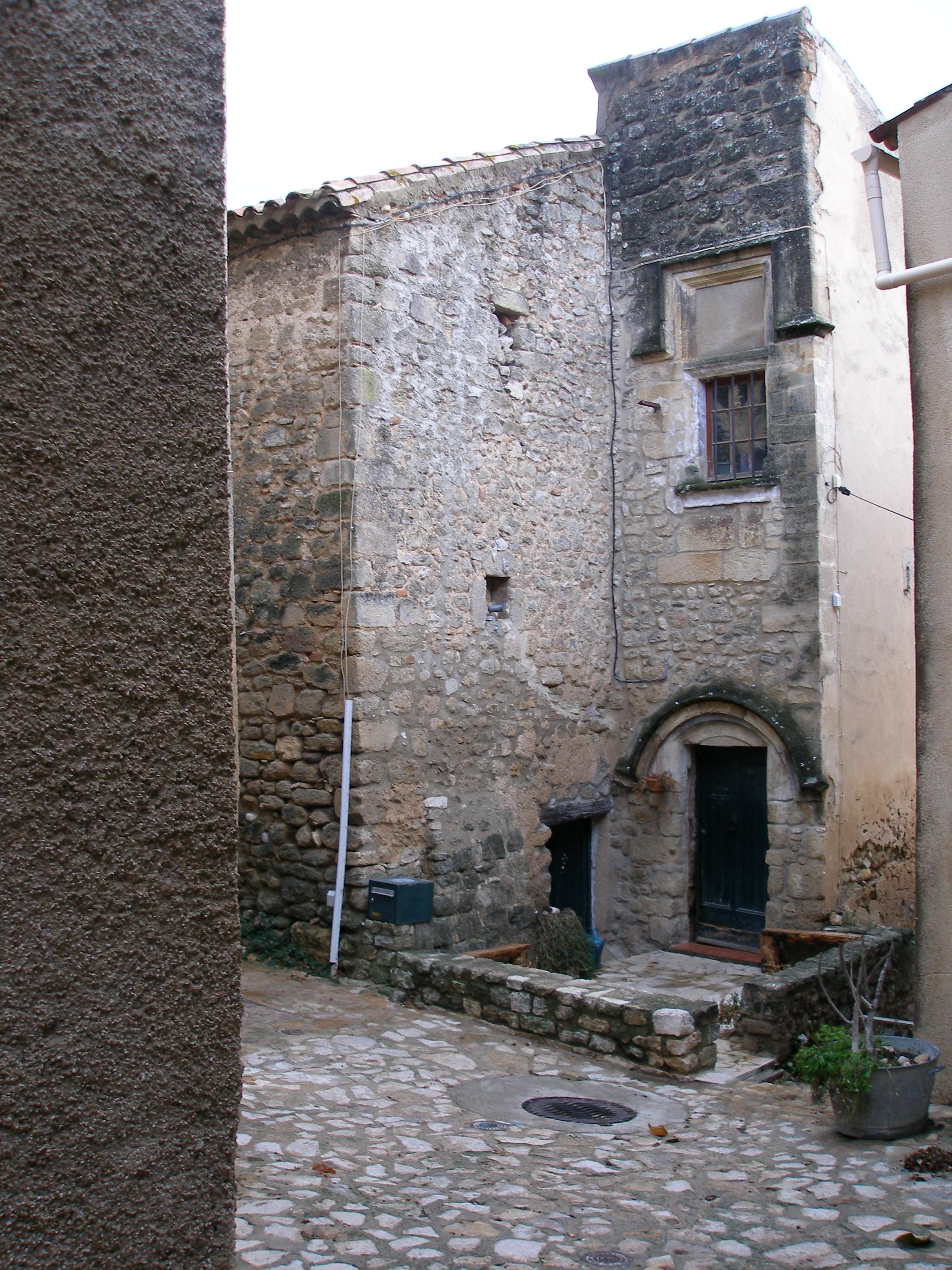
Maison renaissance : deuxième moitié du XVIe siècle et son porche en anse de panier.
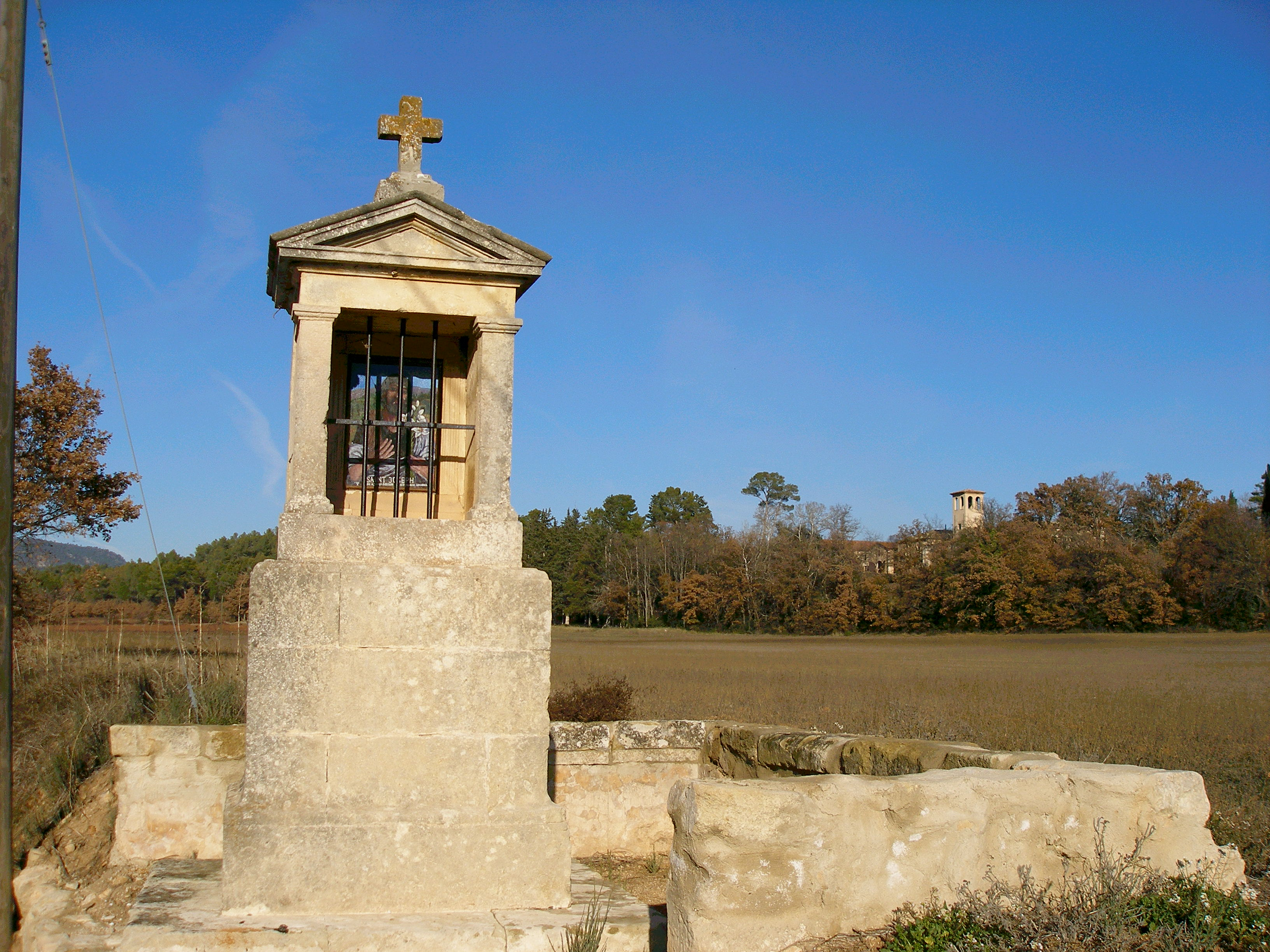
l'Oratoire Saint Joseph : château de Pradines en arrière-plan.
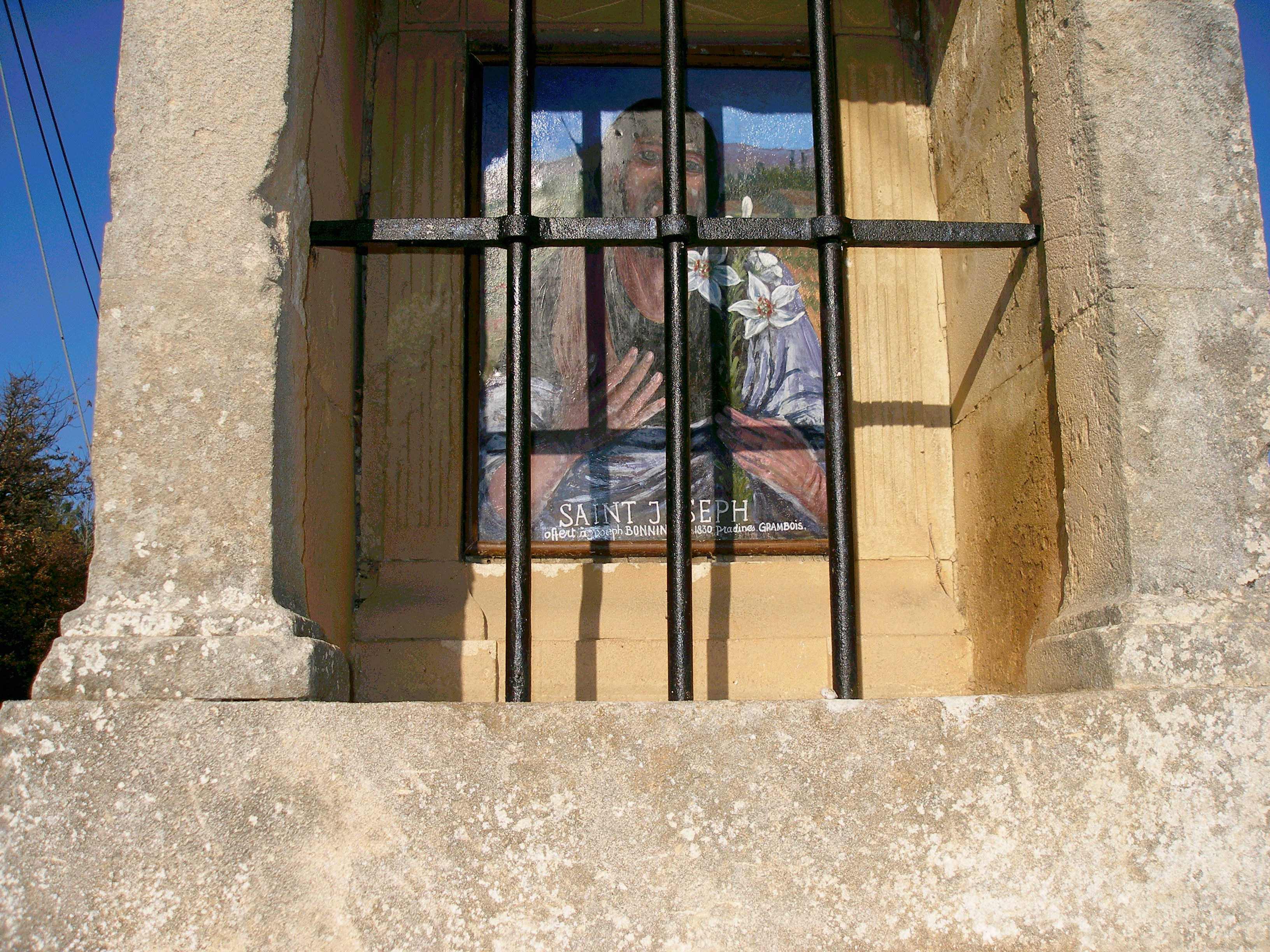
l'Oratoire Saint Joseph : détail.
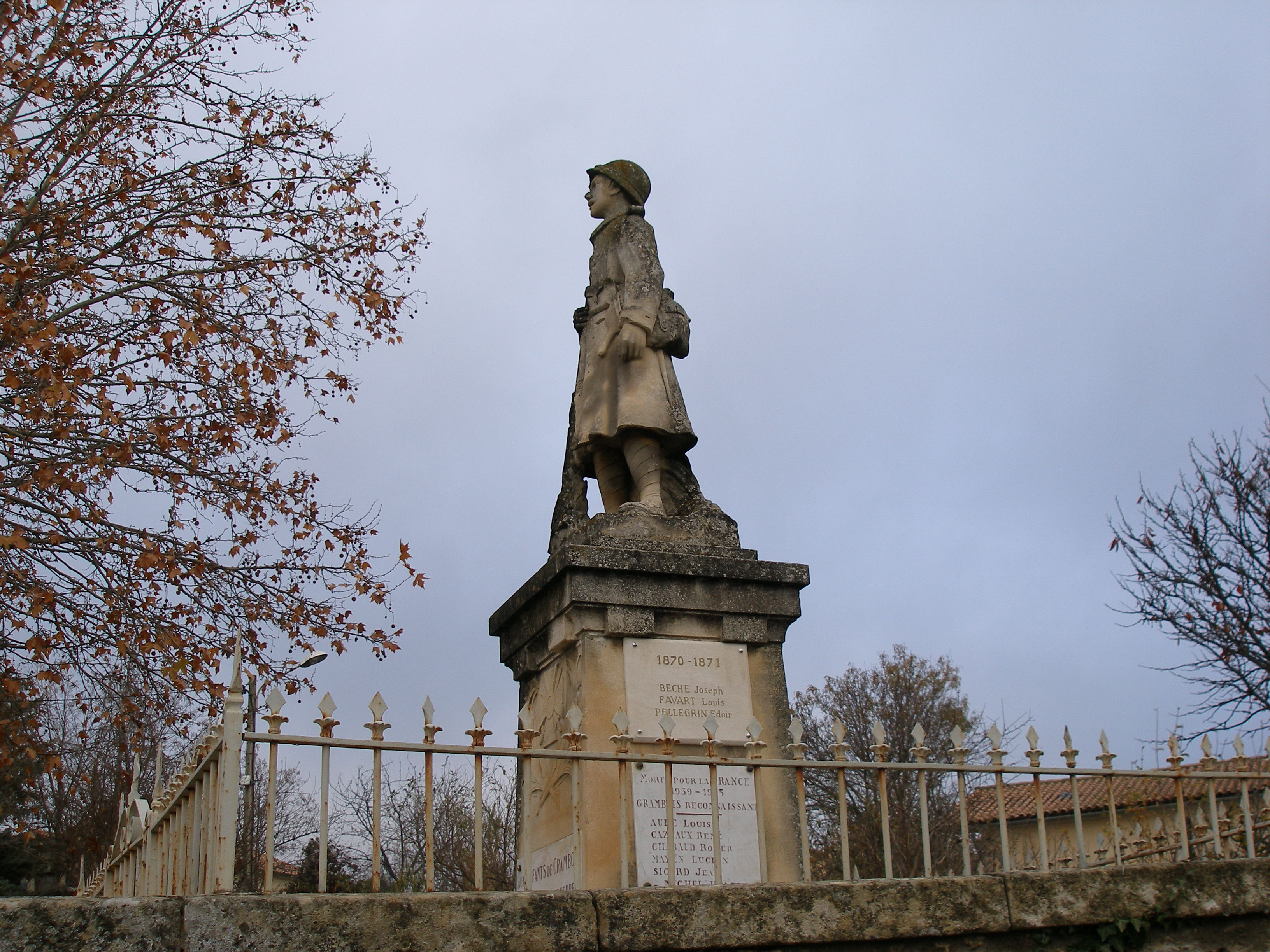
Le monument aux morts : vue d'ensemble.
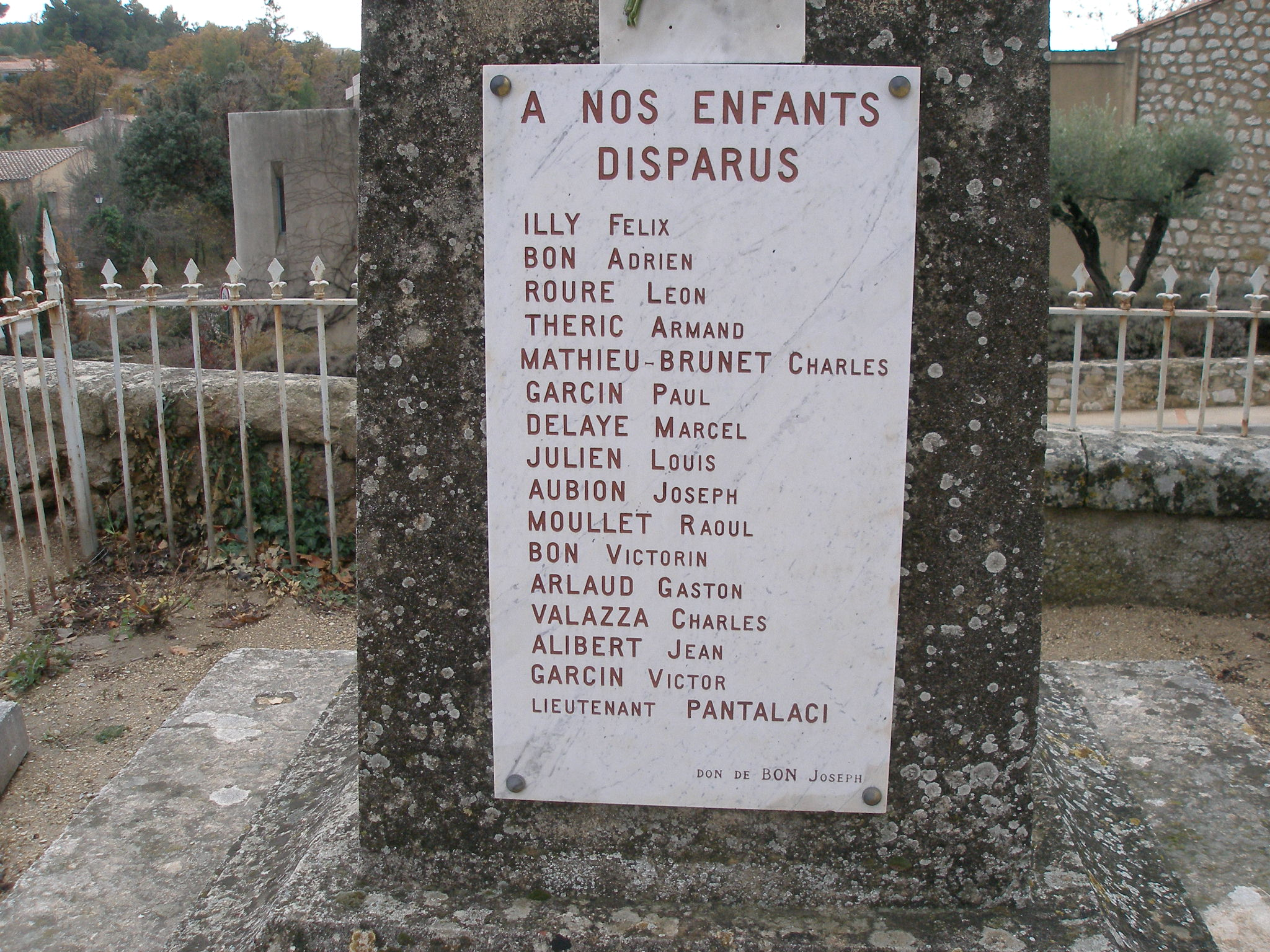
Le mam : plaque 1914-1918.
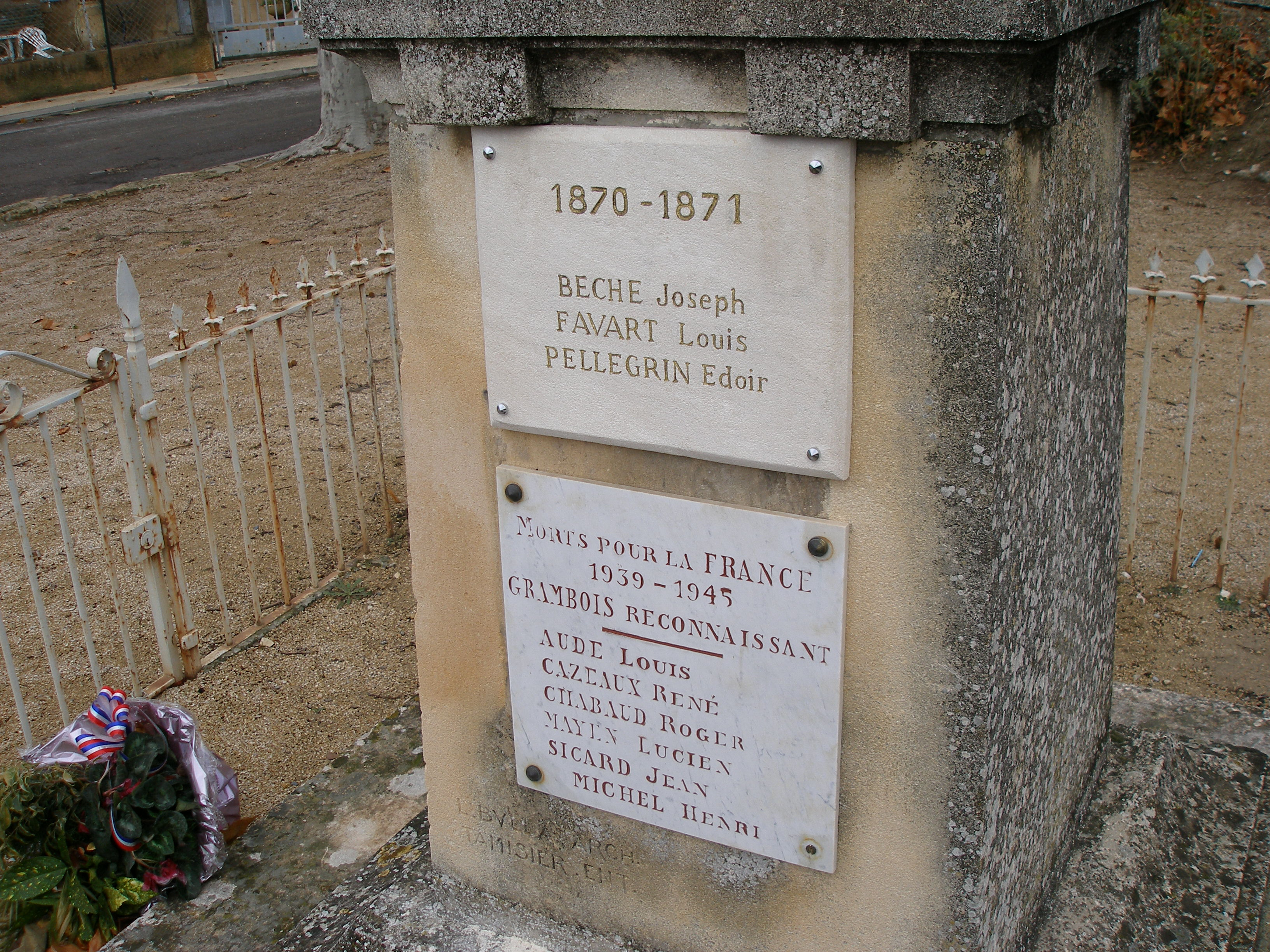
Le mam : plaques 1870-1871 et 1939-1945.
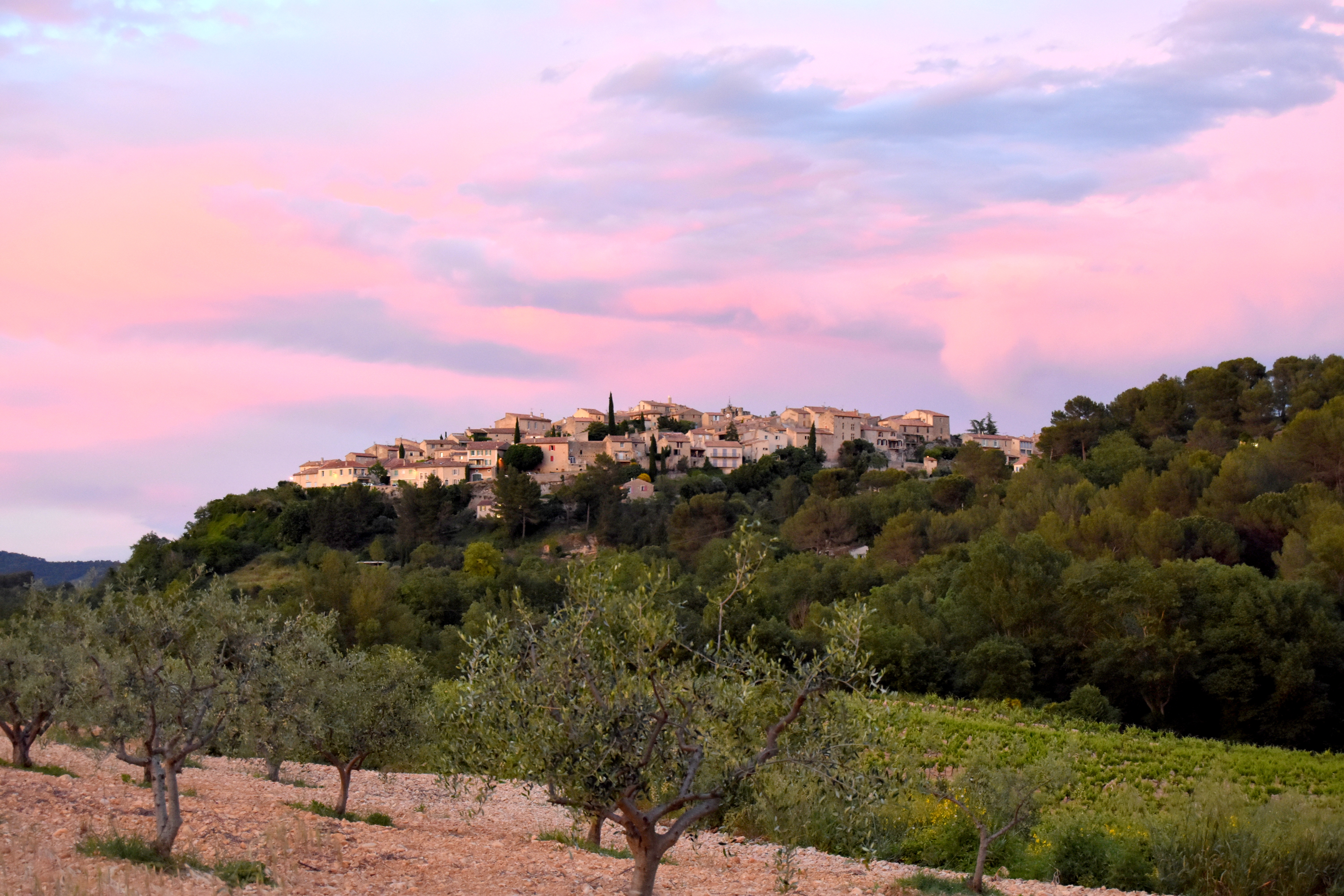
Village de Grambois par Laetitia